# 刑事ナッシュ・ブリッジス
『刑事ナッシュ・ブリッジス』（Nash Bridges）は、アメリカで1996年から2001年まで、全米CBSネットワークで放映された大ヒット・ロングランのポリス・アクション・ドラマ。全6シーズン122話。

## 日本での放送など
- 1997年からテレビ東京で全話が放送された。
- 全6シーズンのDVDが発売。
- テレビ放送に先駆けて『処刑調書』のタイトルで第1、2、4話を編集したビデオが字幕版と吹替版が同時発売された。

## 概要
舞台はサンフランシスコ市警察本部（SFPD）特別捜査隊（SIU―Special Investigative Unit）。主人公ナッシュ・ブリッジスを演じるのはドン・ジョンソン。本作では制作総指揮も務めている。
当初はドン・ジョンソンの単独主役としてスタートした本作だが、レギュラー俳優を入れ替えて行くうちに、ドン・ジョンソンとチーチ・マリンのコンビに落ち着いていく。チーチ・マリン演じるジョー・ドミンゲスと共に事件解決に取り組む様子を、時にシリアスに、時にコミカルに描く、痛快ポリス・アクション・ドラマ。
アクション要素に加え、ナッシュとジョーの2人によるドタバタ劇などコメディ要素も強い。反面、認知症が進むナッシュの父や、長年行方不明のナッシュの兄、またS.I.U.メンバーの殉職などシリアスな一面もある。

## 構成
基本は一話完結形式。その中でストーリーが2つから3つに分かれており、犯罪者との対決が描かれるメインストーリー、ナッシュとジョーのコメディを描いたサブストーリーなどで構成されている。

## 登場人物

### 主要人物
ナッシュ・ブリッジス (Nash Bridges)
演 - ドン・ジョンソン、日本語吹替 - 野沢那智 / 小川真司（ビデオ版）
本作の主人公。サンフランシスコ市警察本部の特別捜査隊（S.I.U）隊員→隊長。
1955年12月7日生まれ、第1シーズン時点で41歳。バッジナンバーは22。
ポリスアカデミーを卒業してすぐから刑事畑を歩んできた生え抜き刑事。第2シーズン第16話「伝説の殺人鬼」でAJが去り、隊長に就任（ただし明言はされていない）。階級は第4シーズン第59話「悪徳警官の陰謀」より警部に昇任しているが、それ以前の階級の推移は不明（刑事としか言われなかった）。
仲間からの人望も厚く女性にモテるが、2度の離婚歴がある。最初の相棒は、後にエンバーカデロ警察署長に就任したフランク・ジラルド。その次にジョーと組む。物語開始時点では上司に当たるA.J.シマムラとコンビを組むこともあり、彼とも長い付き合いであることをうかがわせる会話がある。
建築に興味があったが、敬愛する兄ロバートが街を出てからは彼の人生をなぞるようにポリスアカデミーへと入学。兄から譲られた愛車クーダには様々な規則が決められているが、「車内で物を食べない」というのだけはロバートが決めたものである。
ナッシュの住んでいるアパートは高台に建っているため、サンフランシスコの絶景を一望できる物件であり、屋上にはジャグジーもついた素晴らしい物件だが、地震が原因の大穴（玄関代わりに利用されている）が空いており市からも耐震強度不足の指摘を受けている（第6シーズン第111話「越境捜査」で市の担当弁護士から建築基準法の17項目を違反していたと告げられる）。劇中では震度4.6で倒壊する危険性が指摘されている（契約者たるナッシュは承知のうえで居住している）。そのため料金は格安である。住所はサクラメント通り8555。
潜入捜査の時は主に「テディ・マローン」という偽名を使う。頭脳明晰で記憶力に優れ、難事件でも素早く解決していく。
登場する家族は父のニック、最初の妻のリサと、リサとの間に産まれた娘のキャシディ、2人目の妻だったケリー、検事をしている妹のステイシー、ベトナム戦争中に行方不明（M.I.A.）になった兄のロバートも登場する。また、一話限りの登場だがロバートの息子ディランはドン・ジョンソンの実子が演じている。
手品が得意で、犯人が気付かないうちに手錠をかけてしまう技を持つ。手品を成功させたときの決め台詞は「マジックだ！」。その他、特技としては「写真記憶術（一度見た顔は忘れない）」や「Tang Soo Do」（唐手道/韓国テコンドーの分派）においては黒帯の腕前である、など文武両道に優れた男性。
捜査のしかたは極めて破天荒。自分が黒だと睨んだ容疑者に対して強行的な捜査を行う。容疑者の経営する店の壁に、殺人に用いた凶器があると睨んだ時は、ジョーと共にハンマーを使って手当たり次第壁を打ち壊していった。また、司法取引も頻繁に行ったり、犯人の一味を上手く騙して自白させたりなどしている。結果的に事件は解決に向かうが、そのやり方は他の部署の人間からは好かれておらず、後述のアーバンスキーやバンクスは次期署長候補と名高いナッシュを蹴落とそうとしている。
警察官としてのルールを破ってばかりいる彼だが、自分に課したルールだけは守っており「捕まるのが嫌な女は追わない」という決まりを昔に定めている。その証拠に妻であったリサとケリーから離婚を言い渡された時も、ケイトリンがS.I.Uから去ってしまう時も、ナッシュは引きとめようとはせず見送っていた。
学生時代から今まで多数の女性と友達以上恋人未満の関係を築き、潜入捜査の際に美女から迫られることが多く、最初の妻リサとの離婚のきっかけになった。
ブリッジス家の人間は、恋愛に関して悲劇的な運命を背負う宿命にある。ナッシュは最初の妻リサ、後妻のケリーと離婚。これによってナッシュの思想には「結婚しない方が幸せな家庭を築けるんじゃないか」というのが刻まれた（本編でもこのことを口にしている）。シーズン2にてストーカー被害に遭っていた女性デーナと両想いになるが、実はストーカー（ヤクの売人）を逮捕するために近づいたということが露見し破局になってしまう。さらに自分に好意を寄せていたミシェルは、クリンズマンの手にかかって絞殺されてしまった。死の直前に彼女が贈った花束がナッシュへと届き、彼はミシェルの気持ちを知った。その後、半ば敵対していたケイトリンと恋仲となったが、ナッシュに結婚の意思がないことを知ると友達以上恋人未満の距離となり、最終的にエバンの死を引き金に彼女は退職し妹のもとへと去る。
部下や友人たちから信頼は厚い反面、縄張り意識が強く、自分が担当する事件に他者の介入は許さないという態度をよく見せる。たとえ銃撃戦から助けてくれた相手だとしても非友好的な態度を取り、よっぽど切羽詰まった状況でなければ共闘は認めない。
第6シーズンでは最終話間近で部下であるレイチェルと恋仲となる。だが、彼女はアーバンスキーにより「悪徳警官ナッシュの不正の証拠を掴むために」と騙されて送り込まれた刺客であった。しかし、ナッシュに恋したレイチェルはすぐに彼が悪徳警官ではないと気づき、アーバンスキーの「誤解」を解くために行動した結果、ナッシュを陥れる形になってしまった。ナッシュはレイチェルが本当に自分を愛しているのか、それとも陥れようとしているのかわからなくなっていった。レイチェルはアーバンスキーの執務室から彼の不正の証拠を持ち出しナッシュにメールで送るが、その行動に気づいたアーバンスキーによって罪を押しつけられ汚職にかかわったとされて逮捕されてしまい、ナッシュと別れることとなってしまった。しかし、最後はアーバンスキーも汚職警官として逮捕された。娘のキャシディも、そして父親であるニックも、ブリッジスの血を引く者は恋愛ごとで幸せにはなれない宿命にある。
第6シーズン第118話「兄の面影」では風邪にかかりながらも病気とは認めず、無理をしたため悪夢を見ることになってしまう。キャシディが殺された悪夢、兄が街を出る前日のビリヤードでの悪夢、そして親友であるジョーに逮捕される悪夢。兄にそっくりの少年の捜査にも参加できず、そして兄の死を知るなど悲劇的な出来事に遭う。
使用武器はコルトガバメントタイプ（スライドはコルト製、フレームはスプリングフィールド製で、コンペンセイターなどのカスタムパーツを装備という、このドラマのためにデザインされたオリジナル機種。設定上は.38スーパー弾仕様だが実際は9mmブランク弾を使用して作動させていた）。ホリゾンタルタイプのショルダーホルスターを使用。
“ジョー”ジョセフ・ドミンゲス (Joseph "Joe" Dominguez)
演 - チーチ・マリン、日本語吹替 - 青野武 / 広瀬正志（ビデオ版）
サンフランシスコ市警察本部の特別捜査隊（S.I.U）隊員。シーズン2の時点で45歳。恐妻家で息子にも甘い。
ナッシュの相棒。ナッシュとは20年来の仲で息もぴったり。第6シーズン第119話「逆恨み」にて警部補に昇任するが、それ以前からもナッシュ不在時に捜査指揮をとるなど、ナッシュの参謀的存在でもある。ヒスパニック。警察官一家に生まれ、ナッシュと出会う前は周りの重圧に耐えられず自暴自棄になっていたことがあった。自分独りが家族とは違うという反発から荒れており、飲酒運転で事故を起こして警察官をクビになりそうになった時に、相棒になったばかりのナッシュから必死に庇われ、親友となる。ナッシュの娘であるキャシディとも仲が良く、彼女が将来警察官になることを見抜いていた。
一度退職して探偵事務所に勤めていたが、第3話「麻薬組織を追え！」にて年金受給のための勤務期間が基準に達していないことが分かり復職。交通課に配属されたが駐車違反の取締りで財界人の息子と揉め（一方的に叩きのめした）、放り出された末に特捜隊付となった。第4話では爆弾魔から市長をガードする「腕利きの私立探偵」として登場。同じく警護を担っていたナッシュと協力する。
シーズン2からは探偵業をアルバイトにし、本格的に刑事として活動するようになった。
陽気な性格を活かし場の雰囲気を和ませるのが上手い。ナッシュとは違って格闘には秀でていないため、道具を使ったり不意打ちで乗り切る。また、本格的な肉弾戦になると戦いなれているナッシュに押し付けてしまうこともある。また悪知恵も働くのでナッシュではやらないような、品性に欠ける手を使うことも。
ナッシュとは違い偽名には様々な名を使う。妻のインガーはスウェーデン人。そのためジョーも日常会話程度のスウェーデン語ができる。息子のJJ、娘のルシアがいる。父親のフランクはニューメキシコ州で保安官をしている。また血縁関係はないものの絆を結んだことで「姪っ子」の関係となったマリアがいる。他にも大農場を経営している兄エンリコがいるが、話の中にしか登場しない。
22話では親友トニーが殺害されたため、自ら囚人として刑務所に潜入捜査する。ハーベイと共に敵の手に落ちてしまうが、囚人の協力により反撃に成功。ハーベイは汚職刑務官を、ジョーは親友の暗殺を依頼した張本人を逮捕した。トニーの妻には「インガーが男の子を生んだらトニーという名前にする」と話したが、実際に生まれたのは娘だったためこの言葉が叶えられることはなかった。
56話「疑惑の保証人」にて、自ら開業して「ブリッジス&ドミンゲス」という私立探偵を始める。紆余曲折からドクターが使っていた高級感のあるオフィスを事務所に。探偵以外にも「儲かる」と分かれば投資などにすぐに手を出すクセがある。しかも大抵は墓穴を掘って計画は頓挫する。
第5シーズンでは自暴自棄となり次々とメンバーが離れていく中、最後までエバンを見捨てず、立ち直るきっかけを作った。
第6シーズン第119話「逆恨み」では警部補に昇進し、名実ともにナッシュを支える立場となる。しかし、今までナッシュがやっていた雑務を無視したせいでS.I.Uの船体が右舷側に大きく傾く事故を起こしてしまう。
主要人物たちが次々と破局する中、唯一良好な夫婦関係を保っている。
使用武器はパイロット版ではグロック17、第2話からはスターム・ルガーP85。第5シーズンはSIG P226。第6シーズンよりS&W SW99（＝ワルサーP99）に変更。クロスドロウのヒップホルスターを使用。
ハーベイ・リーク (Harvey Leek)
演 - ジェフ・ペリー、日本語吹替 - 牛山茂 / 荒川太郎（ビデオ版）
サンフランシスコ市警察本部の特別捜査隊（S.I.U）隊員。
1958年生まれ。第1シーズン時点で38歳。閉所恐怖症。
メカに強くナッシュから頼られることもしばしば。そのためナッシュの片腕的存在となっている。特にコンピューター犯罪などではその力を大いに発揮。その腕前は「世界最高」と称されるハッカー・アンディからも称賛されたほど（当のハーベイはアンディの著書を読んでおり、かなり親し気に接していた）。また化学の知識もあり特に爆発物に詳しい。そのため張り込みなどでは民間業者に偽装したバンの中での盗聴や監視任務が多い。
19話では自らを「頭脳派」と語っているが、「ナッシュは俺のやっていることなんか知らない、評価してくれない」ということを女性カウンセラーに語っている。言った後で自分のことを「僻みっぽい？」と述べた。頭脳派を名乗る反面、殴り合いの対決では負けてしまうことが多い。ただしこれは相手側が複数だったり銃器を持っていたことが敗因である。
ベレー帽、ジャケットの上から着るベストがトレードマーク。またグレイトフル・デッドの大ファン（彼曰く「（ライブに）200回は行った」）で、デッドの亡くなったメンバーであるジェリー・ガルシアを追悼する腕章をいつも左腕につけている。第6シーズン第121話「ナッシュ更迭計画」ではデッドのライブ中のクラブハウスで事件が発生し、その場に居合わせていたハーベイがナッシュと共にフィル・レッシュに事情聴取している。演じるペリー本人も熱狂的なグレイトフル・デッドのファンとして有名。
ひょうきんな性格で、よく冗談を言っている。ナッシュが父親の裁判所問題で不在の時は、代わりに捜査の指揮を執ったこともあった。しかし、69話では少年2人組がライフルで人間をハンティングした際は大いに怒り、2人に対していずれ証拠を固めて逮捕することを告げている。
第5シーズンでは精神状態が悪化したエバンを見ていられなくなり、ついに見放してしまう。しかし、ジョーに支えられて復帰を目指すエバンを次第に応援するようになり、和解した。
登場する家族は元妻のボニー、フィアンセのアンナ、アンナとの間に産まれた息子のジェリー。そして隣人が飼っていた迷惑犬のキング。しかし、いずれもハーベイの下を去ってしまったりして登場しなくなってしまう。何度か恋愛関係の兆しを見せる出会いはあったが、人妻だったり、容疑者だったりと破局してしまっている。
第5シーズン第97話「女囚脱獄」で愛車のランチェロを失う。続く第5シーズン第98話「大富豪の秘密」で次の車はどうするのかとエバンに聞かれた際には「これからはハイブリッドか電気だろう」と言っている。事実、この回でケイトリンの電気自動車を買っている。だが第6シーズンではガソリン車であるPTクルーザーに乗り換えていた。
使用武器はグロック17。初期はナッシュ同様ホリゾンタルタイプのショルダーホルスターを使用していたが、いつのまにかストロングサイドドロウのヒップホルスターに切り替わっていた。初期にはバイクに乗った犯罪者を車の上から銃撃して倒すという芸当を見せた。また人質に取られた人物に当てず犯人だけを狙い撃つという射撃技術も披露している。
エバン・コルテス (Evan Cortez)
演 - ジェイミー・P・ゴメス、日本語吹替 - 佐久田修 / 目黒裕一（ビデオ版）
ナッシュの部下で、シカゴ出身のイタリア系。26歳（シーズン2）。10歳の時、通っていた教会の神父が強盗に殺され、それをきっかけに警察官になることを決心。コルテス家はシカゴでは有名な警察官一家（30人以上いるらしい）であり、エバンは常にプレッシャーに曝されていた。だが「シカゴの女刑事」ことカレン・デッカーの勧めでサンフランシスコへ。当初は配属間もない新米刑事だったがシーズンを追うごとに成長。ナッシュを師匠だと思っており、彼のようになりたいと考えている。回りからも「20年前のナッシュそっくりだ」といわれている。
まだ若い故に熱しやすく冷静さを欠きやすい。犯人追跡の際に抵抗されたことで一方的に暴力を振るい、ハーベイから止められたことがある。無類の女好き。様々な女性と付き合った末にナッシュの娘のキャシディと付き合い始めるが、第4シーズン第78話「さよならのキス」で彼女との結婚前夜に娼婦との浮気現場を目撃された際、誤って拳銃を暴発させてしまい片方の睾丸を失ってしまう。性的な機能は問題なかったが、そこからエバンの人生の歯車が大きく狂い始める。精神状態が悪化して酒浸りになり、第5シーズン第86話「ボディガード」では逃げた犯罪者をおびき出すために相手の金をくすねるという行為に及び、ナッシュとハーベイの逆鱗に触れてしまい60日の停職処分を受ける（停職中、エバンは金に困ってハーベイにバックアップ用の小型拳銃を売ったりと他のメンバーとの絡みはあったがナッシュとは一度もなかった）。停職中も色々問題を起こし、第5シーズン第88話「陰なき復讐鬼」では傷害で逮捕されてしまうが、続く第5シーズン第89話「二重強盗」で善意に励み、そのお礼として市民の一人からクッキーを貰ったこともあった。だが思うように生きられず、第5シーズン第92話「絶望の果て」でハーベイの家に押し入って自分が譲った小型拳銃を持ち出し自殺を図るがジョーに助けられる。その後、教会に通い洗礼を受け、信仰を持つことで立ち直る。その姿を見たキャシディとやり直すこととなった。
第5シーズン第100話「ある刑事の死」（第5シーズン最終話）では、キャシディと再び結婚を誓った矢先にラスベガスにおいて、ジラルド署長暗殺の実行犯であるロイ・マクネアーと遭遇。ハーベイと共に追いかけるも、背後から不意を突かれ「ゲームオーバーだ」の台詞と共にエバンは撃たれてしまう。即死ではなく暫く自分で立っていたので助かるようにも見え、ハーベイの付き添いで病院へ搬送されたが殉職してしまう。29歳であった。潜入捜査中、ハーベイから電話でエバンの死を告げられたナッシュは涙を流した。
シーズン6では、キャシディとハーベイがエバンの墓参りに来ている。最終話では、キャシディが連続殺人犯に対して無茶な特攻をする時に「エバン」に守ってほしいと祈っていた。
使用武器はS&W M659。ストロングサイドドロウのヒップホルスターを使用。
キャシディ・ブリッジス (Cassidy Bridges)
演 - ジョディ・リン・オキーフ、日本語吹替 - 内川藍維
ナッシュの娘。登場初期は16歳。シーズン2最終話では17歳。同シーズンにてバークレー大学に受かるが1年の延期を決め、シーズン4にて19歳となり大学へ入学した。シーズン6では警察官となりS.I.Uに入隊した。
母親はナッシュの最初の妻であるリサ。彼女のことを「ママ」、ナッシュのことを「パパ」と呼んで慕っている。親権はリサに渡っているため当初はリサと暮らしていたが、母が仕事の都合で引っ越しを繰り返すため「あたしの生活を無視するところが頭にくる」と怒り、ナッシュのもとへ行きたいとダダをこねたことがある。
美人であることもあって周囲の異性からはよくモテる。ナッシュの部下であるエバンと恋人関係になっていき、彼から婚約指輪を渡されそうになったが、キャシディは拒否。しかし、「NOとは言わない。だから返事は少し待って」と結婚の話にストップをかけた。その後、友人のアンジェラの車に乗って走行中に横から飛び出してきた車と激突。キャシディは入院で済んだが、アンジェラは死亡。友達が亡くなったショックと事故に遭った恐怖から精神状態が混乱に陥ってしまう（エバン曰く「目先のことしか考えられず、将来のことが見えていない」）。コートの中は下着姿といった状態でエバンに性行為を迫って誘惑したり、結婚の話も打って変わって快くOKしたキャシディだが、エバンからはその豹変ぶりを心配されている。エバンとの結婚式の前日に、彼が娼婦と性行為に耽っているところを目撃してしまい、一度は彼との婚約は破談となる（キャシディも他の男と自分の部屋でふたりっきりになったりと、エバンを怒らせていた）。
第5シーズンにて、「エバンを愛しているけど許すことができない」という理由から、ニックのアドバイスを受けて他の異性と付き合い始める。しかし、自分の中にはエバンがいつまでも残っているため破局。最終的にはエバンとやり直し、再び結婚式を挙げようということになる。だが、エバンは署長暗殺の実行犯ロイ・マクネアーの凶弾により殉職。第6シーズンにて、ハーベイと一緒に彼の墓参りに行った。
当初は女優になりたいと思っていたが、第5シーズン第97話「女囚脱獄」でC.I.Aの捜査官を志す。しかし、ナッシュに反対され、次の話ではまた女優になりたいという夢を持つようになった。
大学卒業後、周囲に内緒で採用試験を受け合格、ポリスアカデミーも修了。恋人エバンの死を乗り越え晴れて警察官となりS.I.U.配属となる（第6シーズン）。
第6シーズン第101話「究極の選択」ではジョーと一緒に爆弾魔に誘拐され、アルカトラズ島に監禁されてしまうが、ナッシュに無事救出される。
第6シーズン第120話「誤射容疑」では銀行強盗との銃撃戦での民間人射殺容疑が掛かってしまい、極度の人間不信に陥ってしまった。
第6シーズン最終話にて連続殺人犯マーク・リー・ペイジの尾行中、彼の罠にかかって捕まってしまう。相手が背の高い女性が好みだったため、すぐには殺されず逃走の手助けをさせられるという形になってしまう。キャシディは停車中のバスに突っ込むという荒業を慣行し、相討ち覚悟でペイジを逮捕。それを最後にS.I.Uを退職し、ナッシュとニックに見送りされながら母親リサのいるパリへと旅立って行った。
使用武器はベレッタM9000S。
ニック・ブリッジス (Nicolas 'Nick' James Bridges)
演 - ジェームズ・ギャモン、日本語吹替 - 藤本譲
ナッシュの父親。本名は「ニコラス・ジェームス・ブリッジス」（110話より）。第1シーズン時点で69歳。妻のバージニアとは28歳の時に死別している。
ジョーと同じく番組当初はゲスト扱いでオープニングにクレジットされていない。出身はスコットランドでその後アメリカに移住。元海軍の退役軍人。普段は穏やかだが、一度火がつくと気性が荒くなるという性格をしている。さらに、軽いアルツハイマーを患らっていることもあり、老人ホームを何度も追い出される憂き目に遭っていた。最後にいたホームでは上手くやっていたが、90歳を迎える老人の誕生パーティーにストリッパーを呼び、彼女がお祝いの言葉を口にしたん瞬間に老人が亡くなったため、他の老人たちから「ニックのせいだ！」と大喧嘩になってしまった。その話を聞いたナッシュから誘われたことで息子と同居することに。
シーズン2では老人ホームの老婆と恋仲になり急遽結婚式を挙げることになるが、アルツハイマーによってそのことを忘れてしまったため結婚式には参加しなかった。その後、「ミスター・ウッディ」という競走馬のオーナーになる。昔、海軍時代に博打で手に入れた土地が、今では高騰しており、その土地を売って競走馬を購入。当初、土地は「ニックの遺産」としてナッシュとステイシーに分配されるはずだったが、盛り上がる息子と娘を見てもう一花咲かせたいという気持ちが強くなり競走馬のオーナーになった。
第二次大戦中、乗務していた艦の対空機銃を用い至近距離で日本の特攻機を撃ち落としたことがあり、被弾して海に落ちていく特攻機のパイロットの顔が忘れられない、とナッシュに語った。この功績で第3シーズン最終話で海軍殊勲賞を受賞するが（本来なら当時受賞されるはずだったのだが上官に疎まれて申請が出されなかった）直前に心臓発作を起こし代理でナッシュとステイシー、キャシディで受け取った。
アルツハイマーの症状はシーズン序盤によく見られ、悲壮感を漂わせていたが第3シーズン以降影を潜める。しかし第5シーズン第98話「大富豪の秘密」のラストシーンから再び見られるようになり、第6シーズンに入ってからは顕著に現れ始める。また、最終話間近で天使のおっさんがナッシュの夢に現れ、「近々訪れる別れについて」語っていた。ニックの死を予感させたが、それはレイチェルの更迭とキャシディの旅立ちを示していたものだと判明する。
第6シーズン第110話「墓の中」で古いビルにタイムカプセルを埋めており、それを掘り起こす。母親の名前が「エレナ・ブリッジス」だと判明した。

### S.I.U.
サンフランシスコ市警察本部刑事部特別捜査隊(Special Investigative Unit)。分署ではなく本部の内部部署。劇中では「特捜課」と呼ばれることが多い。
初期はエンバーカデロ分署に拠点を置いていたが、耐震強度の関係で移動することとなってしまい、フェリーを新たな拠点として活動することとなった。しかし、そのフェリーも公園課に持っていかれてしまう。
第4シーズン第60話より海上缶詰工場だったのをヒッピー上がりの企業家が80年代に若者向けのクラブに改築後、市が差し押さえを行った艀へと移転。
艀をSIUの本部として移転した際、ナッシュには2階の奥の机が当てがわれたが、自分から1階のデスクに陣取ってしまう。本人は皆を見張るのに都合がいいからだと言っているが、ジョーからは「さびしんぼ」と笑われた。
クラブだった名残りで派手な光を放つ照明が残されており、突然照明が発光し、スモークやBGMまで流れて「歌って踊れるS.I.U.」状態になってしまうことがある（署に訪問者がいる時に照明と音楽が流れ始めると驚く訪問者に対してナッシュが「クラブS.I.Uにようこそ！」と冗談めかした台詞を言う）。原因調査のために電気技師を雇い入れるも、原因究明できずに「幽霊」の仕業と囁かれていたが、第5シーズン第86話「ボディガード」にて、サル（バナナス）が電源コードを抜いて以降は突然クラブの照明機器が誤作動する怪現象は解消された。
だが最後の拠点も予算の関係で取壊しが決まりかけてしまうが、ケイトリンの機転で他の部署を拠点に受け入れることで予算を大幅に削減。大勢の警察官でごった返すようになった（ジェイクも転任してきてジョーの席を2人使うことになった）。
A.J.シマムラ (A.J. Shimamura)
演 - ケイリー＝ヒロユキ・タガワ、日本語吹替 - 仲野裕 / 中村秀利（ビデオ版）
初期のS.I.U.の隊長。ナッシュたちの上司。ナッシュたちからはA.Jと呼ばれる。第1シーズンと第2シーズンに登場。
番組初期のレギュラー。日系人で階級は警部補。既婚者。ベティーナと交代で捜査の指揮を執るようなかたちで、ナッシュたちの上司を務める。第1、第2シーズンではジョーが出演していない回が何話かあり、その際はA.J.がナッシュとコンビを組んで行動した。
格闘技の腕前は、ヌンチャク使いをカカト落とし一発で倒すほど。さらに何度か大男を叩きのめす格闘シーンが描写されており、ナッシュも称賛していた。サーフィンも得意で休暇で帰ったハワイでサーフィン三昧だったような台詞もある。
あるロシア人の通訳だと偽って、取引相手の“ナゴヤ・ヤクザ・ガイ”「トシキ・エンドウ」に近づき、「エンドウさんですか?私シマダと申します。セトラキュアンの通訳です」と直接日本語で話し掛けたこともあった。
S.I.U.の組織が元フェリー船ユーリカ号に移転した翌週、署長への昇進試験を受けるが合格できなかった。一人で荷造りをしているところをナッシュに見つかり、「20年で署長になることを目標にしてきたが、昇進できなかったのでハワイへ帰る」と言い残し、ナッシュと肩を抱き合うかたちで、A.J.の活躍は幕を下ろす。
演じるケイリー＝ヒロユキ・タガワの人気が上がり、収録のスケジュールが合わなくなったことから降板となった。
リック・ベティーナ (Rick Bettina)
演 - ダニエル・ローバック、日本語吹替 - 天田益男 / 天田益男（ビデオ版）
S.I.U.の隊長（シーズン1）→保釈人連行官（シーズン2）→捜査部長（シーズン4 - 5）→囚人（シーズン6）。本名リチャード・ベティーナ。名乗る時はファーストネームを略して“リック”・ベティーナという。出番は少ないが、全てのシーズンに登場。次々と退場していったS.I.Uメンバーの中では古株に位置する。
性格はよく言えば純情で熱血。悪く言えば人の話を聞かず、自分中心で物事を考える。上の命令は聞くが、部下の話は聞こうとしない。ジョーからは「鼻持ちならない奴」「折り返しのできない自惚れ野郎」「性格の悪さが顔に出ている」と散々な評価を受けている。ナッシュのことを一方的にライバル視し、張り合おうとする余り失態ばかり演じており、性格の悪さも相まって人望はまったくない。加えて運転が恐ろしく下手で、余所見運転は当たり前で一時停止もしない危険な運転をする上、自分は運転上手だと思っている。さらにカナヅチで、全く泳げない。初めて登場した第1話では犯罪者に捕まっており、ナッシュに助けられた。以後、ナッシュには何度も助けられていくこととなる。ナッシュやジョーからはとことん嫌われているが、「ベティーナがジョーよりナッシュを嫌っている」とナッシュが思った時は「傷ついた」と述べており、本心から毛嫌いされているわけではないようである。
登場当初はナッシュと地位的には対等であったが、第1シーズン第7話「休暇中の大事件」で失態を犯したことでクビとなる。ナッシュが休暇を取ったので非合法賭博組織摘発の指揮を代わりに取ったが、その組織の帳簿をFBI崩れの殺し屋に騙し取られてしまったことが原因。本人は「クビではなく人員削減（リストラ）だ」と述べている。
それからしばらくの間登場しなかったが、29話「動く標的」にてラスベガスで保釈人連行官（ネバダ州裁判所の職員）をやっていることが判明する。仮釈放中の犯罪者が逃亡した際、連れ戻す役割を持つ。所属は裁判所だが、雇い主は保釈保証人となる。要は賞金稼ぎ（バウンティハンター）であるが、稼ぎはナッシュとジョーを合わせた分より多いと勝ち誇っている。この話では姿を消したレイ・ゲイツを裁判所へ連れて行くと5万ドルもらえるということでサンフランシスコへ戻って来た。しかし、実は彼を雇ったのはゲイツの命を狙うドワイヤーであった。そのことを知らないままナッシュたちを出し抜いてゲイツを捕縛してしまう。この時、ゲイツから報酬の3倍払うから見逃してくれと言われたが「それではこの仕事は務まらない」として断固拒否している。しかし、ゲイツの逆襲に遭い逃げられてしまう。去り際に銃撃されたものの悪運は強く、防弾チョッキのおかげで助かっている。
その後、母親がS.F.P.D.の署長ダニーと再婚したため、第3シーズン42話「300万ドルの行方」よりそのコネでDOPI(Director Of Police Investigation)という捜査部長、日本で言う刑事部長といった捜査部門を一手に統括する責任者として君臨する。ナッシュがリーダーを務めるS.I.U.も統括することになる。しかし連続する捜査ミスに加え性格の悪さも露呈することとなり、周囲からは冷たくされている。特に第4シーズン第66話「サイコストーカー」では負傷して欠勤していたナッシュに代わって指揮を執った際に、FBIを名乗る詐欺師たちに大金を持ち逃げされてしまった（後に犯人を逮捕し金は取り戻せたが）。
第4シーズン第50話「殺人容疑」では一度殺人容疑で逮捕され、容疑を晴らすためにナッシュの手を借りたことがある。このときに性生活に問題があり、女性関係でも苦労していることが露呈するが、ナッシュたちの助力により結果的に容疑は晴れる。第4シーズン第63話「炎の悪魔」では、ケイトリンに声をかけてパーティーに誘ったが、「あなたとはどこへも行きたくないわ。私たちただの同僚だし」と断られてしまう。
第5シーズン第84話「大混乱」ではベティーナがガスの元栓を開けて家に隠れた容疑者を追い出そうとしたが、それが原因でガス爆発が発生。その責任を取らされて再度辞職。それからは賞金稼ぎとして市の年金基金を横領した犯人を追う。正確には賞金である10万ドルを追っている。四苦八苦して、ナッシュたちを出し抜き横領犯を捕縛したが、市から横領された金を盗むという行為をしキューバに逃亡しようとした。乗った飛行機にナッシュとケイトリンが搭乗し鉢合わせしたため、御用となった。
第6シーズン第108話「愚か者」にて囚人として再登場する。警官たちの年金となる市の年金募金250万ドルを隠したビルが爆破解体されると知り、仮釈放の審査を受けるため裁判所に護送された時に獄中で知り合ったエルドンの手を借り逃亡。解体現場に職員として潜入した際には、ローランド・マックイイーンという偽名を名乗っていた。その後、元恋人のジュリエットの家にピッキングして不法侵入し、シャワーを浴び全裸でジュリエットを迎えたところでハーベイとアントワンに駆けつけられ、仕方なくジュリエットの持っていたワンピースを着用して逃げることになった。その後金の在り処を教えたエルドンに殴り倒されるが、ビルではエルドンに捕まったナッシュたちを見捨て、さらにはナッシュ愛用のクーダを奪い逃走する。偽名を使って海外への逃亡を企てるが、逃亡寸前にナッシュの仕掛けた罠に掛かり、ナッシュとジョーの姿を見て「なんで？ お前ら2人とも死んだはずだ」と詰め寄ったところをナッシュに殴り倒され御用となった。しかもこの際、なぜか女装したままだったのでナッシュから「体に合ったサイズを選べ」と言われてしまった。
使用武器はベレッタM92。主に彼がこの銃を発砲するシーンは第3シーズン第62話「戦争ゲーム」ぐらいだが、その際の射撃の腕前はなかなかのものだった。
ブリン・カーソン (Bryn Carson)
演 - メアリー・マーラ、日本語吹替 - 寺内よりえ / 堀越真己（ビデオ版）
ナッシュの部下。女性。初期のレギュラーメンバー。シーズン1から3まで登場。
気が強く男気勝りで姉御肌。犯人追跡中に「止まれこの野郎！」と男言葉になってしまうこともあった。直情的な性格ゆえに単純で騙されやすい。しかし、本人による自身の評価はそれと正反対というもの。エバンと組んで捜査に参加することが多く、よくお姉さん風を吹かせている。恋愛に関しては清純なところがあり、13話でエバンがウソをついて女性に接近した時は「愛はウソや誤魔化しで得られやしないよ！」「真実の心、誠実一筋、ホントの自分をぶつけるのよ！」と激しく怒っていた。
独身だが、付き合っていた男性がいる。かつての彼氏がコンビニ強盗となり店を襲撃した。追跡し、倉庫に追い詰めて丸一日中説得と見張りを続け、最後には「君にはオレを撃てない。優しいからだ」と言い、逃亡しようとした元彼を銃撃。足を撃って動けなくし、逮捕した。この説得の際、元彼に不当な評価をされ、言い返すよりも先に銃撃した（それだけ元彼の評価はかなり正しいものだったということ）。19話では中国マフィアのボスの動向を探っていたが、そこへ脱走者の青年が現れる。ナッシュから待機の命令が出ていたにもかかわらず青年を追った結果、相棒のグレッグがマフィアに銃撃されてしまう（命に別状はない）。ナッシュから気遣われたが、ブリンは自分の責任だとして自分を責め続けていた。
第3シーズン第33話「奪われた戦闘兵器」以降、突然出演がなくなった。エバンやケイトリンなどと違って殉職も退職も描写が描かれず、立ち去ってしまったという珍しいキャラクターであった。
グロック17をパドルタイプホルスターに入れて使用（ベルトのないスカートを履く時もあるため）。
ミシェル・チャン (Michelle Chan)
演 - ケリー・ヒュー、日本語吹替 - 井上喜久子
ナッシュの部下。女性。ブリンの後任。第4シーズン第57話「別れのとき」にて殉職。
第3シーズン第33話「盗まれた戦闘兵器」でゲストとして初登場する。自動車窃盗課に居たが、ナッシュとの合同捜査が評価されて、念願だったS.I.U.に引き抜かれる。第3シーズン第36話「失われた記憶」から正式にレギュラーとしてクレジットされる。
ただし、レギュラーだが毎回登場するわけではない。どういうわけかベティーナが出演している4回は全て欠席している。
眼光が鋭く、犯罪者のタマラ・ヴァンザントに食って掛かるが、軽くあしらわれたこともあった。
第4シーズンではオープニングに名を連ねず、再びゲスト扱いをされてしまう。フェードアウトを予感させるものであったととれる。
やがてミシェルは、自動車窃盗課に戻るかS.I.U.残留かの選択を迫られ、ナッシュに残留を願い出て通るが、家に押し入ったプラウラーこと異常者のクリンズマンによって絞首され、番組最初の殉職者となった。殺害される直前に、上司であるナッシュに花束を贈ったが、それは彼女が生きている間にナッシュの手にはわたらなかった。出演期間はケイトリンと重複していないがかつて公式サイトに2人とキャシディのスリーショットが掲載されていた。
アントワン・バブコック (Antwon Babcock)
演 - クレス・ウィリアムズ、日本語吹替 - 竹田雅則
ナッシュの部下（第6シーズンのみ）。
S.I.U.に入りハーベイのパートナーになる。ある持病により各部署をたらい回しにされた後、S.I.U.に落ち着く。家族は、かつて泥酔し誤って妻を殺してしまい服役している父親と、他に姉がいる。
初登場となる第6シーズン第101話「究極の選択」では逃亡する犯人を捕まえ、ジョーとキャシディを誘拐した爆弾魔が残した車爆弾をS.I.U真横の海に落とし安全に爆破させたりと大活躍だった（その際ナッシュらS.I.Uの警官たちも彼を賞賛していた）。
その後前部署にいた時、警部補とフリーウェイを走行中に飛び出して来た犬を助けるため、上司に逆らい玉突き事故を起こしたことが明らかになる（その時の犬（ペキニーズ）を未だに飼っていることが判明）。
ハーベイが車で動物（のちにネズミと判明）を跳ねそうになった際、絶対助けてほしいと電話で懇願する場面もある。これにより心に闇を持っているが、根は動物好きの心優しい性格であることがわかる。
父が母を殺害したという心の闇を持っているが、第6シーズン第120話「誤射容疑」でS.I.Uにやって来た姉から父が末期の癌ということを知らされ最初は見舞いに行くのを嫌がっていたが、ハーベイに説得され見舞いに行く。
ひきつけの持病（てんかん）を持っている。そのことはナッシュにも最初は黙っていたが、犯人追跡中に発作を起こし倒れのちにナッシュに持病を黙っていたことを叱責されるが、彼に「俺はお前を決して見捨てたりはしない」と励ます。最初は無表情で笑う場面はすくなかったが、次第にハーベイを初めとする面々と打ち解けていき、笑うようになっていく。キャシディとレイチェルを相手に二股をかける青年の存在を知った時は、「あのふたりには二股かけているのはバレていない。だがオレにはバレている。どちらと付き合うのかはっきり選べ」と首を突っ込んでいた（その後、二股のことはキャシディとレイチェルの知るところとなり、青年との付き合いは破局した）。
第6シーズン第121話「ナッシュ更迭計画」ではジョーに雇われ、ボズとコンビを組んで潜入捜査を開始。見事なコンビネーションを発揮して見せた。
使用武器はS&W M4506。
レイチェル・マッケイブ (Rachel McCabe)
演 - ウェンディ・モニツ、日本語吹替 - 加藤ゆう子
第6シーズン第102話「死の警告」から登場したナッシュの部下。30歳（第6シーズン第120話「誤射容疑」から31歳）の女性。酔うと性格が変わって饒舌になる。
新人警官となったキャシディの指導役兼パートナーだったが、2人ともS.I.U.入りする。元医学生だったが、事情により警察官となる道を選んだ。インターン時代の恋人との間にもうけた娘がいる。第6シーズンのキーパーソンの1人。警部に昇進して自分だけのチームを持ちたいと思っている。次第にナッシュへ惹かれて行き、恋仲になる。
第6シーズン第112話「守るべきもの」では殺人の容疑を掛けられてしまう。
上司のアーバンスキーに見込まれ、「本部長からS.I.Uのイメージを刷新するため悪徳警官を追い出す」という任務を授かった。手始めにナッシュの調査を命じられたレイチェルだが、すぐにナッシュの人柄を見抜き、悪徳警官ではないと気づいた。尊敬するナッシュの疑いを晴らすため、S.I.Uからファイルを持ち出してアーバンスキーに渡すが、彼は犯罪者から押収したドラッグや金の内容を改ざんしてナッシュを陥れようと行動してしまう。そこでようやく、アーバンスキーが汚い奴だとレイチェルは気づき、詰め寄るが「ファイルを持ち出すことができたのも、改ざんすることができたのもレイチェルしかいない」とアーバンスキーに言い返されてしまう。
ナッシュも「勝ち目はない。だが何か打つ手があるはずだ」と言うまで追い詰められてしまった。
ジョーとハーベイから「今すぐ出て行け」「とんだ裏切り者だったな！」とののしられながらも、ナッシュを救うためアーバンスキーの執務室へ潜入。パソコンに残っていた改ざんの証拠をナッシュにメールで送るが、直後にアーバンスキーが現れて逮捕されてしまった。不正を犯した罪で逮捕されたレイチェルは、最後にナッシュから賞賛の言葉と別れを惜しむ言葉を受けた。
使用武器はキャシディと同じベレッタM9000S。
ロニー巡査 (Officer Ronnie)
演 - ロナルド・ラッセル2世、日本語吹替 - 志村知幸
S.I.U.の制服警官。
第2シーズン第19話「裏切りの地」で制服警官として登場。回を重ねるごとに僅かではあるがセリフが増え、露出度も上がっていく。署内ではナッシュが「ロ〜ニ〜」と独特のイントネーションで彼を呼んで容疑者の連行を命ずることが多かった
第4シーズン第70話「暴走刑事」では、ジェイク、ジョー、ナッシュと共に悪徳ジムの連中と激しい殴り合いを展開。ナイフを持った屈強な男を相手に、細長いロープを使って腕を縛り、殴り倒すという芸当を見せた。
第5シーズン第86話「ボディガード」にて、檻に閉じ込められたサル（バナナス）に食事を持って行った時、カギを取られて逆に閉じ込められてしまった。
第6シーズン第111話「越境捜査」では犯人を逮捕するために熊の被り物を被ったこともある。
第6シーズン第112話「守るべきもの」では得意なアームレスリングでアントワンを負かし、ジョーの手引きでSFPD内のアームレスリング大会に出場したが、直後に盲腸で入院する羽目に（結局ジョーは代理人を探すことになった）。
ドラマ中に於ける建物突入シーンでは彼がドアを蹴破る（または破壊）ことが多い。
演じるロナルドは第1シーズン第1話「狙われた半導体」で主犯格の手下の一人として出演している。本職はナッシュを演じるドン・ジョンソンのボディーガード。終盤以外では、その巨体を活かしたパワーファイトな活躍を見せるシーンが多い。
ノレル巡査 (Officer Norel)
演 - bob saenz
S.I.U.の制服警官。端役でありストーリーには一切絡まない。
時には「チャーリー」または「マイケル」と呼ばれたことがあるが、「ノレル」が一般的な呼び名と見られる。
S.I.U.のオフィスが丸天井（元銀行）に存在していたころから最終回までずっと登場し続けている。
いつも画面の後ろで、誰かと雑談や仕事をしているがロニー巡査よりも在籍期間が長い制服警官である。
白髪がトレードマークである。
ベティアン・マッカリー (Betty Ann McCurry)
演 - スザンヌ・クラル、日本語吹替 - 雨蘭咲木子
第6シーズン第115話「運命の銃弾」から登場。爪を噛む癖があったが、病院で診てもらってから噛まなくなった。初めは安アパートに住む女性であったが、後に第6シーズン第119話「逆恨み」でナッシュの家政婦となるが、行き過ぎたやり方のためクビとなる。さらにその後、ナッシュの秘書となり、「最高司令官殿」と呼ぶようになる。かなりの妄想癖があるものの、能力自体は相当優秀。しかし気配りが細かすぎて、ナッシュもそれを苦手としている。ファイルの改ざんに気づき、ナッシュにそれを告げる。
妙な妄想癖があり、S.I.Uに入る前から他人の家を覗き見して妙な妄想を話したりしていた。「シャラビシアンの運命は私たちにかかっている」と言い、ナッシュに交尾を迫る。抱く気はないとナッシュから告げられた後は、拳銃を手にナッシュの自宅へと乗り込んでくるが、背後に回りこんだニックに羽交い絞めにされ、取り押さえられた。
中央拘置所へと連行される直前、リンゴの皮を鼻に詰まらせたジョーの背中を叩き、治療する。ロニーから「あんな優秀な秘書いなかったな」と言われ、ジョーもそれに同意した。ナッシュに対する態度はともかく、周りからは信頼され、頼られていたことが明かされる描写があった。
演じるSuzanne Krullは第3シーズン36話「失われた記憶」でC.J.のルームメイトLucyとしても出演。

### M.C.D
S.F.P.D.監察部（Management & Control Division）
ケイトリン・クロス (Caitlin Cross)
演 - ヤスミン・ブリーズ、日本語吹替 - 唐沢潤
シーズン4 - 5に登場。監察官で女刑事。過去の事件の再調査のためSIUにやってくるが、ナッシュを蹴落とすために送り込まれた刺客のため、当初ナッシュとは不仲であった。
S.F.P.D.入りする前はCIAのロシア分析官だったため、ロシア語が非常に堪能。父親がワシントンD.C.で政治の仕事をしているため、反発から父とは違う形で世の中の役に立とうと警官になった。
ナッシュとジョーに汚職警官射殺の嫌疑がかかった時に監察官としてワシントンからやって来た（第4シーズン59話「悪徳警官の陰謀」で初登場。このときはオープニングにクレジットされているが、オープニング後のゲストにも重複クレジットされていた）。後にサンフランシスコ市長の命令で刑事としてS.I.U.へ異動。
65話では悪徳CIA局員殺害の容疑でFBI本部の特別捜査官リチャード・ラングドンに目をつけられてしまう（ケイトリンのかつての相棒マクドネルが前述の悪徳CIA局員に殺害されているため、復讐したとされた）。しかし、それはケイトリンに罪を着せて謀殺するための罠だった。ラングドンは殺され、ケイトリンも危うく秘密諜報員の手に掛かりそうになるが、ナッシュたちSIUメンバーが総出で救助に駆けつけたため事なきを得る。
69話からデスクは元の部署へ戻ったが、訪れる時はSIUに訪れるというスタイルをとるようになった。
ナッシュたちの規律違反を纏めたレポート提出がきっかけで、一時的にS.I.U.が閉鎖状態になった時は、周囲の人間全員から嫌われ者になるが、捜査に協力していくにしたがって、次第にS.I.U.に馴染んでいく。78話にてナッシュに告白し、濃密なラブシーンを得て同棲生活を送るようになった。しかし、シーズン5にてナッシュに結婚の意思がないことがわかるとナッシュのもとを去っていく。
射撃練習中に同じく射撃場を訪れたナッシュとジョーに声を掛けられて振り返った時に銃が暴発、天井に跳ね返った弾丸がナッシュの尻に命中し負傷する事故が起こり問題となってしまう。彼女を助けようとナッシュが銃を分解して細かく調べた結果部品の不良による暴発なので彼女に責任は無いという結論を出す。
地球に優しい電気自動車に乗っており、75セントで100キロ走れるのが自慢。その際に、ナッシュの車であるクーダをコキおろしていた(67話)。
第5シーズン第100話「ある刑事の死」でのエバンの死がショックとなり、「私はここでは幸せになれない」と考え、S.I.Uを辞め、妹のいるワシントンD.C.へ去る。
使用武器はワルサーPPK。
演じたブリーズは、本作の完結後2003年に俳優を引退している。
ルーベン・バンクス (Rubén Banks)
演 - エディ・ジョブソン、日本語吹替 - 佐古正人
部長補佐にして、事実上M.C.D.の最高責任者。目の上のたんこぶであるナッシュとジョーを、ひいてはS.I.U.という組織を叩き潰そうとしている。ケイトリンが提出したS.I.Uの実態を書いた報告書を口実に、S.I.U.の解体を目論む。
ジーナというひとり娘がおり、犯罪者ジミー・ブラッシャーと共犯（恋人）関係にあったが、護送車から脱走したジミー・ブラッシャーの再逮捕を条件に、S.I.U.の復活が約束された。ナッシュとジェイクによってジミー・ブラッシャーは再び逮捕され、S.I.U.が復活。以後、バンクスも登場しなくなる。
メルビン・ウェクスラー (Melvin Wechsler)
日本語吹替 - 小山武宏
部長。ナッシュのやりかたが気に食わないという理由から、部下のバンクスと共にS.I.U.の壊滅を図る。
第4シーズン第71話「不倫の代償」にて悪党どもに祭り上げられて副知事となって登場する。娼婦に子供を孕ませてしまったため、自分のスキャンダルが明らかになる前に知事にも娼婦を当てがい、知事を蹴落として自分がその座に座ろうとしたが、彼の悪事は全て発覚し、ナッシュによって手錠をかけられ逮捕された。
始めはメルビン・ウェストと紹介されていたが、後にウェクスラーとだけ呼ばれるようになる。ナッシュからはメルと呼ばれている。
マックス・ペティット (Max Pettitte)
演 - ジェフ・ピアソン、日本語吹替 - 秋元羊介
シーズン6のみに登場。本部長補佐にしてアーバンスキーの上司。メルビンの後釜。
権力に順ずる男性として描かれ、たびたびナッシュとは意見を違えている。マックスからS.I.U.に来ることが多く、どちらかと言えばナッシュの方が彼を毛嫌いしている態度である。
お歴々に急かされて判断を誤り、真犯人の罠にかけられた男性を誤認逮捕してしまったことがある。ナッシュは男性の無実を証明したが、真犯人である弁護士を逮捕する証拠まではつかめなかった。誤認逮捕された男性は釈放後、自分を罠にかけた弁護士を撃ち殺すという行動に出てしまった。
後にアーバンスキーに「悪徳警官の刷新」を命じる。第6シーズン最終話にてレイチェルが逮捕されたのが引き金となり左遷が決定。部下であるアーバンスキー警部補がその後釜となる。アーバンスキー曰く「悪徳警官として飛ばされた」とのこと。
ベリンダ・クルーズ (Belinda Cruise)
演　- ロザリン・サンチェス
104話に登場。マックス・ペティットのアシスタントを務める黒髪の女性。上司たちとは違ってこちらはナッシュたちと特に敵対しておらず、シスターの妹が処女懐妊した事実を突き止めてほしいと懇願してきた。
レイ・アーバンスキー (Ray urbanski)
演 - ビル・スミトロヴィッチ、日本語吹替 - 佐々木梅治
シーズン6のみに登場。監察官で階級は警部補。レイチェルの上司で、本部長補佐であるマックス・ペティットの部下。第6シーズン第120話「誤射容疑」にて初登場。刑事ナッシュ・ブリッジスシリーズ最後の敵となる。
初老の男性で、字を読む時は眼鏡をかける。既婚者でカトリック教徒、「他人を許す心を持っている」と自負している。部長補佐からS.F.P.D.のイメージを刷新するように言われたことを利用。次期署長候補と名高いナッシュは悪徳警官だという嘘をレイチェルに植えつけさせ、昇進を引き換えに彼女をSIUに送り込む。その後、ナッシュの人柄の良さを知ったレイチェルは、アーバンスキーの「誤解」を解くためにSIUからファイルを持ち出して見せてきた。これ幸いとアーバンスキーは、自らの手でファイルを改ざん。犯罪者から応酬したドラッグや金銭の数字を変え、ナッシュがそれらを懐に収めたように見せ、彼の更迭を目論んだ。
アーバンスキーはレイチェルにナッシュの不正を暴くように指示しただけで、ファイルを持ち出したのも彼女。そして改ざんしたのも彼女。という風に、自分の悪事をレイチェルに擦り付けられるようにして裏切れないようにした（当初、レイチェルは改ざんのことは知らなかった）。だが、ナッシュを愛してしまったレイチェルは彼を守るために、捨て身の行動を開始。アーバンスキーの執務室から彼の不正を示す書類をナッシュにメールで送る。直後、レイチェルの行動を察したアーバンスキーが踏み込んで拘束されてしまった。自分の犯した全ての罪をレイチェルにかぶせ、その連鎖で上司のマックス・ペティットも左遷が確定。アーバンスキーの階級は警部となり、レイチェルの夢を潰してマックスの後釜として部長補佐の地位を手にした。事実上、M.C.D.のトップとなった。
そこへ訪ねてきたナッシュに対し、勝ち誇るアーバンスキー。しかし、彼の不正の全てはレイチェルによって暴かれており、彼女を捕らえたことで安心していたアーバンスキーは、証拠となる書類をナッシュに見せられ「全部バレている。終わりだ」と告げられた。直後、アーバンスキーは「正真正銘の悪徳警官」としてFBIに逮捕された。

### 警察・法執行機関
デビッド・カッツ (David Katz)
演 - クリストファー・リッチ、日本語吹替 - 石塚運昇
FBI特別捜査官でサンフランシスコ支局の主任。登場期間はシーズン2〜4まで。
第2シーズン第15話「殺人ウィルス」で初登場。ナッシュとジョーからは、過去、銀行強盗潜入捜査を台無しにしたことで猛烈に嫌われている。しかも台無しにした理由は「新聞に載りたかった」ため。この話のオチでは、ナッシュの手柄を横取りして「殺人ウィルスの脅威からサンフランシスコを守った英雄」としてインタビューを受けていた。
以来S.I.U.移転の節目に必ず登場。別れた妻が一人おり、さらに妹がいるという。
初登場時こそ髪を伸ばして余裕の表情を浮かべるが、失態を演じ続けるうちにその表情も硬くなっていく。自身の不注意からFBI所有のMP5サブマシンガン（吹き替えではアサルトライフルとなっている）を盗まれた際には、FBI本部へ事件を報告せず内密に処理しようと図り、その無謀ぶりをナッシュに揶揄された。ナッシュに足元を見透かされていたためか、カッツが登場する時はナッシュに助けを求める時だった。
初登場時には薬物中毒の男を説得しようとしたり、積極的にナッシュたちに協力しようとするなど正義感は十分にあり、人格はともかく決して口先だけの男というわけではない。
60話「殺しのターゲット」が最後の出演となった。
ジェイク・ケイジ (Jake Cage)
演 - ストーン・コールド・スティーブ・オースチン、日本語吹替 - 辻親八
エンバーカデロ署逃亡犯追跡チームの刑事。第4シーズンと第5シーズンに登場。最後の登場は第5シーズンの第100話「ある刑事の死」となり、ケイトリンの退場と共に降板となった。
今はスキンヘッドだが、初登場時のジョーとの会話からすると昔は髪を生やしていた模様（ジェイク本人が「剃っちまったよ」と言っている）。
第4シーズン第70話「暴走刑事」で初登場。ナッシュは彼の一年目の教官だったため、お互い顔見知り。武器としても使う分厚いブリーフケースを持ち歩く。中には逃亡犯たちの身長から体重までの詳細が書かれた書類が納められているため、街中で逃亡犯にであってもすぐにわかるというもの。ジェイクはこのシステムを「おれ独自のシステムだ」と誇らしげに語っていた。
第70話「暴走刑事」にて、違法ステロイドが原因で妹のダンナ（要は義理の弟）が殺害されるという事件の捜査をきっかけに、ナッシュと再会する。違法ステロイドを売っていた相手につかみかかって「妹の人生をめちゃくちゃにしやがって!!」と激昂していた。
A.J.シマムラ警部補が在籍していた時かどうか分からないが、一度S.I.U.への配属を拒否された経験があることから、当初S.I.U.には恨みを持っていたという。今では「そんな昔のこと忘れちまったよ」と言っている。
考えるより先に手が動くタイプで、取調べや尋問はかなり暴力的。第78話「さよならのキス」では、閉鎖されたS.I.Uの本部で尋問を行う際に、パイプイスを持っていこうとしていた。ナッシュから「パイプイスはいらない」と言われて捨てたが、容疑者の後頭部を殴ったり、椅子の脚を蹴りでへし折った後、転倒した容疑者の首筋を足蹴にしていた。
ストリートファイトを主体とした戦い方は、非常に荒々しいがその実力は高い。ジェイクが登場する回は、ナッシュと共に肉弾戦が描かれることが多い。他人との馴れ合いが嫌いなため、いつも単独行動をしたり、命令違反を犯している。その無鉄砲さが原因でシーズン4の最後の犯罪者ジミー・ブラッシャーを追い詰めた際に背後から襲い掛かるが、横からジミーの仲間に拳銃を突きつけられて人質に取られてしまう。しかしジェイクは不意を突いて反撃し、ジミー・ブラッシャーを逮捕した（しかしナッシュからは「お前、ふざけんなよっ！」と怒られた）。
最初は暴走刑事という異名の通りのキャラクターだったが、ナッシュと組んでいるうちに頭脳労働もできるようになった。
第5シーズン第86話「ボディーガード」では動物保護団体での潜入捜査で正体がばれた際にはその敵を殴り倒して自分の警察バッジを敵の懐に忍び込ませ、敵の目を欺いた（だが、結局素性が知られることとなる）。
ケイトリンと一度だけデートしたことがあり、それ以来一方的な好意を抱いており、あしらわれ続けても決してめげない。「もう一度やり直そうぜ」と言い寄ったり、髪を撫でたり匂いを嗅いだりなど、かなり積極的に迫っている。彼が企画したデートはモンスタートラックレース観戦だったため、ケイトリンからは「人生最悪の4時間だった」と言われていた。そのこともあり次のデートは彼女の好みに合わせようとジェイクは考えている。その努力が実り、最終的には「貴方は魅力的な男性」とケイトリンの評価も大きく覆るが、ナッシュへの恋心は変わらなかったため両想いには至らなかった。
口よりも手が早く、ナッシュたちから止められることもしばしば。一方、潜入捜査でケイトリンと組ませることがあったが、彼女から食事の作法を教わってもゴミを散らかすだけで充分笑わせてくれる、面白い面もある。だがケイトリンの評価も大きく変わり「人生最悪のデートをした男」から「魅力的な男性」となった。しかしそれでもケイトリンはナッシュを選んだ。
第100話にてケイトリンの命令でナッシュをラスベガスから連れ戻しにやってきたが、ジョーの不意打ちで殴り倒されてしまう。それからは柱に抱きつくような状態で拘束され、「協力すれば解放する」と言われて渋々引き下がった。これを最後にジェイクは登場しなくなり、同時にケイトリンも降板となって最終シーズンである第6シーズンには登場しなくなった。
ケイジを演じたオースチンはこの当時WWE（当時はWWF）のトップレスラーであり、俳優ではない（引退後は俳優に転じている）。正義のヒーローながら暴れ者というキャラクターや数年前まで髪を伸ばしていたが今は剃っている点など本業であるレスラーとしてのオースチンのキャラクターがそのまま（当時のオースチンはベビーフェイス=善玉のレスラーであり、ドラマ初登場の2年前に長髪をスキンヘッドに変えている）生かされている。当初は1話のみの出演予定だったが、人気が高かったので計6エピソードに登場している。
ダニー (Danny)
日本語吹替 - 上田敏也
初期のエンバーカデロ署の署長。シーズン4のみ登場（5では後述のフランク・ジラルドが署長となっている）。リック・ベティーナの母親であるロレッタ・ベティーナ・ルーニーと結婚したことで彼の義父となる。その後、辞職に追いやられた義理の息子を復帰させ、刑事部長としての権限を与えた。
ナッシュとは契約を結んでおり、それは「捜査に口出ししない代わりに、手柄は全て譲る」というもの。これは無能な上司によって捜査が混乱させられるのを防ぐため。ダニーが権力を与えた義理の息子であるリック・ベティーナもナッシュとこの契約を結ぶこととなった。
フランク・ジラルド (Franck Girard)
日本語吹替 - 小島敏彦
シーズン5におけるエンバーカデロ署の署長。シーズン5のみ登場。
ナッシュの最初の相棒であり、彼にポリスアカデミー入りを進めた男性。ナッシュとはアカデミーで同じクラスであった。それだけに付き合いも長く、ナッシュはフランクの妹ともデートしたことがあったという。69話では、ナッシュが使っているお気に入りの入れ物は、24個限定品の贈り物。「署長が送った」とジョーが語っていた。
98話にて登場し、麻薬組織の尖兵であるジミー・Gがドラッグ売買の拠点をサンフランシスコに移そうとしていることをナッシュに話し、その対策班のリーダーになって欲しいと伝える。しかしナッシュは「おれは管理職にむかない」と断ってしまう。
そして、第5シーズン第99話「疑惑の女」冒頭にてサンフランシスコ市警を牽制するために放った組織の尖兵ジミー・Gの手先であるロイ・マクネアーに銃殺されてしまう。彼の死は、ナッシュの復讐心に火をつけ、国境を越えた潜入捜査によりジミー・Gと組織の腹心を逮捕。暗殺の実行犯であるマクネアーは、飛行機に乗って逃亡しようとしたところをナッシュのロケットランチャーにより打ち落とされ、爆死。
ジラルド署長の死は、悲願であった組織の壊滅までに至らせた。
デクスター・バードソング
演 - ラッセル・ミーンズ
日本語吹替 - 宝亀克寿
第3シーズン46話でベティーナの策略により休暇をとらされることになったナッシュに代わり、ベティーナがラスベガスの殺人課から呼んできた刑事。ナッシュの代わにジョーとコンビを組むが基本的に無口な男で、ジョーが話しかけても「車を運転する時間は、私の瞑想の時間」と言うほど。刑事としての腕前はなかなかでスーパーの強盗の一味の主犯格を尋問した際も飾ってある写真から話題を切り出し核心に迫るなどやり手であることをうかがわせる。結局ナッシュが復帰することになりベティーナからクビにされてしまう。しかし同シーズンでは市警の殺人課に拾ってもらったことが本人から語られている。同話でベティーナ犯人説を主張していることから前話のことで恨んでいるようにも見えたが「信じないかもしれないが、あんたに恨みはない」と発言している。同話でグリフィン・トレントが経営するカジノにはまり借金で首が回らなくなっていることが判明し、債務の免除と引き換えにトレントが恨みを持っているベティーナに殺人容疑を着せる行為に及ぶ。うまく行ったように見えたが肝心のベティーナが護送中に逃げだしトレントの自宅に現れたため計画は狂ってしまう。トレントをベティーナの銃で射殺しのちにベティーナを逮捕という名目で射殺しようとするがナッシュたちに阻まれ御用となり、最後はベティーナによって手錠をかけられた。
サラ・ウィリアムズ (Sarah Williams)
演 - テレサ・ラッセル、日本語吹替 - 塩田朋子
DEAの潜入捜査官。エレン・ホリデーという不良娘の経歴を用いて素性を隠し、上海にて麻薬売買を執り行う犯罪組織にもぐりこんでいる。組織の尖兵であるジミー・Gの片腕として4年間行動しており、何度も死ぬような目にあっている。それらを乗り越えて任務を続けているため、潜入捜査官としての情熱は強く、ナッシュから協力を求められても裏切って単独行動をしていた。ナッシュの行動によって自分の正体が組織にバレそうになったため、上司であるジミー・Gに素性を明かし、「お金のため」という嘘をついて彼に取り入った。こうしてサラは以後もジミーの片腕として潜入捜査が可能となった。
ジミーを逮捕しても組織の壊滅にはつながらないため、もっと大物を生け捕る必要があると考えたサラはチャンスを待っていた。そして、その時がやってきた。ジミーを監視するためにボスの腹心である大幹部がやってくるという。ナッシュの介入によってジミーが逮捕されそうになったため、彼を守らなければならなくなったサラはナッシュたちを裏切ってしまう。
始めはナッシュも「正直、あんたの行動には頭に来ている部分もある」と怒っていたが、サラはナッシュのひたむきな姿に心を打たれたのか、自分からナッシュの元へ訪れ本名を告げ、一夜を共にした。その後は素直にナッシュに協力して、DEAとSIUの合同作戦によりジミー・Gと大幹部を逮捕。しかし、作戦を読んでいたロイ・マクネアーの急襲により、サラは人質にされてしまう。飛行機に連れ込まれた後、自分が用済みになった後始末されるのを聞き、必死の抵抗でマクネアーから逃れる。これが決めてとなり、人質を失ったマクネアーは、ナッシュの放ったロケットランチャーの一撃により機体を爆破され、死亡。大金が夜空を舞う中、サラは全てが終わったことだけを感じてナッシュとジョーに抱きついた。
これをもってシーズン5は終わりを迎え、サラの登場は終わりを迎えた。

### 家族関係
主要人物たちの家族を記す。
ステイシー・L・ブリッジス (Stacy Bridges)
演 - Angela Dohrmann、日本語吹替 - 山像かおり
ナッシュの妹で市内で地方検事補をやっている。後に検事とへと昇格した。ナッシュとは仲が悪いわけではないが、お互いに皮肉屋のためすぐに口喧嘩する。特にステイシーの方は怒りっぽい。
ナッシュに謀殺容疑がかかり停職になったときなどよく兄をサポートしていた。第2シーズン第25話「戦慄の昏睡暴行魔」で自身が被害者になり、そのとき同性愛者であることが判明する。このことをニックに打ち明けるが、ニックは記憶が曖昧だったせいか大して驚かなかった。以降、レイ・ゲイツの裁判にナッシュと組んで対決したり、と辣腕を振るった。シーズン2の中盤から出なくなってしまうが、シーズン3の終わりにニックの海軍殊勲賞受賞に絡み登場する。第4シーズン第58話「無実の死刑囚」で自分が担当した裁判で死刑判決の出た囚人が実は無実かも知れないというナッシュからの情報で苦悩し、すぐにはナッシュの言葉を信用できず「兄さんはいつだって正しいけど、私が正しい時もあるのよ！」「妹のキャリアでも落としてやろうと考えているの!?」と反発。次第に殺された女性キャサリン・モットの夫とその共犯者であり、キャサリン殺害の実行犯パングボーンの仕業だという状況証拠がそろい、自分が間違った判決をしてしまったことを確信して精神的に参って行った。ナッシュに励まされて立ち直り、黒幕であるヴィクター・モットに「パングボーンが逮捕されて、とても取引したがっているの。凶器の隠してある場所を案内するそうよ」と罠を張り、ヴィクターが慌てて凶器を掘り起こしたところでナッシュたちに逮捕させた。これを最後にステイシーは降板となってしまい、この話が最後の活躍となった。
ロバート・ブリッジス (Robert Bridges)
演 - ジャン＝マイケル・ヴィンセント→マイケル・ベック、日本語吹替 - 広川太一郎・堀勝之祐
ナッシュの実兄で、ナッシュが「絶対に敵わない」と尊敬していた存在。
ニックが溺愛していたというブリッジス家の長男。ナッシュの愛車クーダの元オーナー。後にボビー・チェイスを名乗る。ボビーとは、ロバートの愛称。
少年時代はアメリカン・フットボールの名選手だったらしく、ニックは古い映写機を持ち出して、ロバート（以下、ボビー）の少年時代の活躍を懐かしんでいた。さらに複数の大リーグ球団からもスカウトを受けたと、ニックは自慢している。
ナッシュにクーダの合鍵を預けた次の日、自宅とクーダを背景にして、ボビーとニックとナッシュの3人が横に並んで記念写真を撮る。その次の日、ベトナムへと出兵して行くが、写真のフィルムは現像されず、そのままボビーが持って行ってしまった（後に彼の息子ディランが、その写真を携えてサンフランシスコに上陸する）。
ベトナム戦争中にヘリコプターのパイロットをしていた（そのため、ナッシュも兄と張り合って航空機の免許を持っている）。ベトナム軍により撃墜されてしまったが、ボビーは奇跡的に生存。ベトコンから逃げ隠れしている内に逃亡兵になってしまう。ジャングルを抜け出た後、地元住民を雇ってケシの栽培に着手し、相棒のマルコム・クリーブと共に、東南アジアを拠点に麻薬事業を展開する。これによってボビーはヘロイン帝国を築き、同業者であるジェラール・マルケットに大損害を与えることとなった。
マルケットはボビーの命を狙ったが失敗。次にマルケットはボビーの妻子を襲撃し、殺害。復讐を胸に抱いたボビーは、マルケットを追って久々に故郷のサンフランシスコに還る。その街中、ライフルでマルケットの殺害を伺っていたが、的を外してしまい辺りは騒然。あらかじめ事件の背後にボビーが絡んでいることを知っていて、張り込みを続けていたナッシュが一足早くマルケットを射殺する（要約すると、ボビーはナッシュより早くマルケットの居場所を独力でつかんでいたことになる）。
チャイナタウンで、ボビーとナッシュは金網越しではあるが、久方ぶりの再会を果たす。ナッシュは兄に「どうして何も知らせてくれなかった？」と訪ね、その返事にボビーは「機会を逃してしまった。気がつけば、道を間違えていた」と語る。ナッシュは兄のようになりたいと望んでいたが、ボビーは「おれは今のお前になりたいよ」と哀愁を漂わせていた。ナッシュは「帰って来るなら協力する」とボビーの罪を赦免しようとしたが、「お前は優秀だ。見ていてわかった。だが、無理はするな」と断ってしまう。最後にボビーは「親父の面倒を見てやってくれ。ステイシーにもよろしく言っておいてくれ」と言い残し、その場を立ち去ってしまい、ナッシュに嗚咽を漏らさせた（後にボビーが持っていたオリジナルのクーダの鍵が届けられる）。
このエピソードではボビーの妻子は主犯のマルケットに殺害されたことになっているが、第6シーズンでは、息子のディランが登場する。
そのディランの話によると、彼がサンフランシスコに訪れる1か月前にボビーは相棒のクリーブと麻薬を巡って争い殺害されたという。事件解決後、ディランはクーダの室内バックミラーに、ボビーの形見のアクセサリーを残して西へと旅立っていく。
第3シーズン第38話「麻薬戦争」では、妻子を殺害された恨みを晴らすために、主犯のマルケットを追って、一時帰国したボビーを俳優ジャン＝マイケル・ヴィンセントが演じる（同じベトナムで行方不明になった兄という設定は彼の主演していたTVドラマ『超音速攻撃ヘリ エアーウルフ』へのオマージュと思える）。ところが第6シーズン第118話「兄の面影」になると、ナッシュの夢の中に出てくるボビーの顔が、全くの別人（俳優マイケル・ベック）になっている。
ディラン・ブリッジス (Dylan Bridges)
演 - ジェシー・ウェイン・ジョンソン
ボビー・チェイスことロバート・ブリッジスの息子。ロバートの登場する38話では彼の家族は殺されたという話が出ていたが、「皆殺し」とはいわれていないのでディランは生き残っていた模様。ディランがサンフランシスコへやってくる数か月前に、ロバートは相棒であったクリーブにより殺害されてしまう。ディランは父の仇を討つため執拗にクリーブを追い続け、彼の持つ麻薬を強奪することに成功した。それによってクリーブから幾度となく命を狙われることとなり、ナッシュの目の前で襲われたことでナッシュとかかわりを持つようになる。ナッシュの協力でクリーブは逮捕され、彼に対し「警察が来なければお前を殺れたのにな」と吐き捨てるが、クリーブもまた同じ台詞を吐いたため激昂。殴りかかろうとしたディランだが、ナッシュに引き止められる。ナッシュも兄仇であるクリーブに対し「そうじゃなければ、俺もお前を殺れたのにな」と吐き捨てた。ロバートの弟としてではなく、刑事ナッシュとしてクリーブを逮捕した。それに一役買ったディランの復讐は幕を閉じることとなり、ナッシュに協力したことで麻薬強奪の罪は帳消しにされた。
事件解決後、ディランはニックから嬉しそうに父の昔話を聞かされて笑顔を見せていた。そして父の形見となったクーダの室内バックミラーに、形見のアクセサリーを残して西へと旅立っていった。
なお、ディランを演じるジェシー・ウェイン・ジョンソンはドン・ジョンソンの実子。
バージニア・ブリッジス (Virginia Bridges)（ニックの話の中でしか登場しない）
故人。ニコラス（ニック）の妻で、ナッシュの母親。ニックがプロポーズした時、「不安なら本当に告白していいのかよく考えて、出直せ」と追い出したことがある。ニックはその二日後、将来の不安を振り切って改めて告白し、2人は結ばれた。
エレナ・ブリッジス (Елена Bridges)
ニックの母親。名前しか登場せず、本編に絡んでくることはない。110話では彼女は残したテープに未来へ向けたメッセージが込められていた。当時10歳の息子ニックを「大事な息子」と述べるなど、慈愛に満ちた女性だった模様。
リサ・クランドール・ブリッジス (Lisa Crandall Bridges)
演 - アネット・オトゥール、日本語吹替 - 藤井佳代子 / 藤木聖子（ビデオ版）
ナッシュの最初の妻。旧姓はサマーズ。
気が強く行動力に溢れる女性。皮肉屋のナッシュとはたびたび衝突しており、よく口論に発展する。しかし、料理の腕は絶品でシェフを務めるほどの技量を持つ。ナッシュも「ブリッジス家最高の料理人」と賞賛しており、彼女から料理を教わっていたほど。
大学時代から付き合っていたナッシュと結婚し一人娘のキャシディーをもうける。しかし仕事一筋な上、女性関係の耐えないナッシュの性格に嫌気が差し、「性格の不一致」で離婚してしまう。ナッシュとは別れたものの今でも愛情を持ち続けている。19話ではエバンから誘惑されたが、「（一夜を過ごすのは）楽しいと思うけど」と言った上で断っている。親権はリサが持っているらしく、初期はキャシディと一緒に暮らしていた（家を訪れたジョーがコンテストに出品するためのケーキをうっかり食べてしまうこともあった）。
料理の腕はプロ級でケータリングのビジネスでも好評を博する。さらに腕を磨くために第2シーズンいっぱいで渡仏（事実上降板）するが、オーランド・ライチェックの登場する第4シーズン第60話「殺しのターゲット」で1度サンフランシスコへ戻ってくる。フランス人の有名シェフであるアンディと再婚することになっていたが、どういうわけかナッシュとは役所の手違いで離婚が成立していなかった（リサ曰く「よくあること」らしい）。そのためリサは再びナッシュのもとを訪れ、改めて離婚届を出しに行くことに。しかし、アンディを「ナッシュ以上の魅力を持つ男性」とは思えず、自分に嘘を吐くことができなかった彼女はアンディに別れを告げてしまう。その際、アンディからは「アメリカ人は過去に捕らわれるから、幸せを逃してしまう」と皮肉を言われた。最後にナッシュに自分の気持ちを告げ、しかしやり直すことはできないともわかっており、再びパリへと戻っていった。これを最後に、リサ・クランドール・ブリッジスは降板となった。最終話ではキャシディがパリへ向かっている。
リネット・サマーズ (Lynette Summers)
演 - Suki Kaiser、日本語吹替 - 寺内よりえ
シーズン3から登場。ナッシュの最初の妻リサの妹。姉とは正反対で遊び好きでだらしない性格。キャシディに悪影響が出ないようにナッシュから軽く注意されたことがあった。
シーズン2でリサがパリへ行ってしまったため、リサの家の留守を預かる形で姪キャシディと同居することに。
本編のストーリーに絡むことはあまり無く大抵はナッシュの足を引っ張っていた。52話香港コネクションにて、マフィアと繋がりのある恋人が出来たが、その恋人はナッシュの持つ偽札の原版を狙っていた。リネットを人質に取り、ナッシュに原版を渡すように要求。同時に、トニー・Bを捕らえた香港マフィアの男もナッシュの持つ原版を渡すように要求。ナッシュは原版を宙にほうることで、ふたりに一瞬の隙を作り出すことに成功。ジョーとナッシュの「エックス攻撃」による銃撃で、リネットの恋人はナッシュの銃弾に、香港マフィアの男はジョーの弾丸によって射殺された。54話「非情の銃弾」にて入院したニックの見舞いに行っている。これを最後にリネットの登場はなくなり、降板となった。
ケリー・ウェルド (Kelly Weld)
演 - セリーナ・スコット・トーマス、日本語吹替 - 佐藤しのぶ / 沢海陽子（ビデオ版）
ナッシュの2番目の妻。大富豪の娘。わがままで強情っぱりでオッチョコチョイの前妻リサとは違い、冷静で物分りの良いオープンな性格。しかし反面、どこかお茶目な面が感じられるリサとは違い、ケリーは強く意思のはっきりした女性という感じを受ける。
第1シーズン第1話「狙われた半導体」から登場。この回で、いきなりナッシュと離婚手続きを済ませることになるが、2人共未練がましい様子だった。以降何度か顔を出すが、第1シーズン第11話「ケリーの秘密」では、ナッシュと結婚する前に実は一度結婚経験があり、相手はマフィアの息子コナーであったことが判明。しかもコナーとの間に子供を儲けていたことも判明する。やがてマフィアのファミリーが崩壊すると、コナーとよりを戻しロンドンで3人で暮らすことになる。しかし第3シーズン第48話「爆弾テロ計画」で、コナーと共にサンフランシスコに戻ってきたのだが、コナーと敵対するテロリストの標的になり、危うく命を奪われそうになった。
美術方面に明るく、近代博物館で講師を務めたこともあった。弟にイアンという名前のミュージシャンがいるが、数年前に一度ヒットを出したきりの売れない放浪者。
インガー・ドミンゲス (Inger Dominguez)
演 - キャロライン・ラガーフェルト、日本語吹替 - 藤木聖子
ジョーの妻。スウェーデン生まれ。
ジョーとの結婚生活は23年（第2シーズン時点）。ジョーが恐れる猛妻。カレンという妹がいる。当初は育児嫌いという設定であったが、19話によればジョー曰く「J.Jには甘い」とのこと。二番目の子供であるルシアが生まれてからは、夫のジョー以上に愛を注いでいるように見える。
第5シーズンが始まると「母のウーラが危篤である」という理由で突然スウェーデンに里帰りする。しかし同シーズン第91話「殺し屋刑事」でウーラを連れてサンフランシスコに戻ってくる。そしてジョーと共に3人で同居することになる。
第6シーズン第110話「墓の中」ではウーラがマリファナに手を付け、彼女もそれに巻き込まれてしまう。
番組開始当初はジョーとは親子と見紛うほど年齢が離れている女優が演じていたが、しばらくして役者が交代した。声も別の声優が担当。
JJ・ドミンゲス (J.J. Dominguez)
演 - ステファン・スティーブ・バーラ、日本語吹替 - 高木渉
ドミンゲス家の長男。シーズン2の時点で21歳。特技はスケートボード。そのスケートボードさばきを21話「汚れた法廷」にてキャシディの前で披露していた。母親のインガーが子供嫌いであったが、J.Jは両親から大切に育てられてきた。少々抜けたところがあるのが難点。
真面目な学生だったがチェスにハマって大学を中退（19話の会話より）。見かねたジョーが自分の所有するゲイ・バーで働かせるが、煙探知機の作動テストの最中に本当に火災を起してしまいバーを全焼させた。その後は、オレゴンでマッシュルームを取り入れる仕事に着手し、物を作ることの感動と大切さをジョーに語っていた。しかし、ジョーとしてはもっとしっかりした仕事について欲しかった模様で、表情を曇らせていた。キャシディに憧れの男子生徒の代わりとしてパーティに連れて行かれたあげく、会場で放置されるという目に遭わされたことがあるが、翌日謝りに来たキャシディを、「昨日のことだろ、今日は今日さ」と言って快く許した。
演じるステファン・バーラはスケートボード選手権で優勝経験のある筋金入りのBボーイ。
ルシア・ドミンゲス (Lucia Dominguez)
ドミンゲス家の長女。J.Jの妹。シーズン2最終話にて生誕した。両親が五十路近くになってから生まれた子であるため、長男であるJ.Jとは20歳以上離れている。子供嫌いのインガーもその可愛さに触発されたのか、ジョー以上に溺愛してしまっている。
彼女が登場したことで兄であるJJの出番は完全になくなった。
名付けたのはナッシュ。
フランク・ドミンゲス
演 - イスマエル・（イースト）・カルロ
ジョーの父親。一話限りの登場。ニューメキシコの元保安官で我が強く行動的。当初は奇行の数々から息子を悩ませていたが、実は本当に犯罪が絡んでいたことが発覚。見直されたことで息子と仲を深めた。
エラディオ・ドミンゲス (Eldio Dominguez)
演 - アルマンド・オルテガ、日本語吹替 - 天田益男
ジョーの親戚で弁護士を務める。身内であろうと弁護士として公平に接する男性。主に、ジョーの家の問題（コメディパート）で登場する。ジョーのことは叔父さんと呼ぶ。
マリア (Maria)
演 - ダイアナ・ウリーベ、日本語吹替 - 松本梨香
51話に登場。母への精子提供者がジョーだと考え、依頼人を装って接触。自分が「娘」であることを明かす。実は彼女は間もなく結婚式を迎えることになっており、それまでに「父親」を探し出しておきたかったのだった。DNA鑑定の結果が出るまでジョーのもとで過ごすことに。当初はジョーから厄介者として煙たがられていたが、共に過ごす内に実の親子同然に仲良くなる。鑑定の結果、ジョーとは血縁関係がないことが判明。本当の父親は探し出せなかったが、結婚式に参加したジョーは「父親」としてマリアを祝福した。
67話にて再登場。ジョーのことは「ジョーおじさん」と呼んでおり、ジョーも彼女を「姪っ子」と呼ぶ仲になっていた。勤めていたデパートから品物を盗んだとして解雇され訴えられたため助けを求めてきた。実はデパートの社員と警備員が罠を仕掛け、商品を盗んだように偽装したのが真相。潜入捜査に来たジョーも同じ手で陥れようとするが、悪事の現場をビデオに撮られ御用となった。
ボニー・リーク (Bonnie Leek)
演 - ジュリアン・クリスティー、日本語吹替 - 榎本智恵子
ハーベイの妻。クリスマスイブに出会って二週間でハーベイと結婚し、10日間の間ハネムーンでグレイトフルデッドの追っかけをしていた。それから5年と2か月後に、ふたりは離れ離れとなってしまうことになる（70話でハーベイが、キャシディとの結婚に悩むエバンに語っている）。
19話では仕事ばかりで帰りの遅い夫に不満を抱いており、たびたびケンカしていたという。その後、20話にて母親のもとへ帰ってしまう。73話「天使の秘密」にて再登場した。ハーベイの下を去ったのは、彼のことを愛していた故に、「ハーベイにふさわしい妻として振舞えない」というプレッシャーによるものであったことが明かされる。ハーベイを傷つけてしまったことを後悔しており、謝罪し、ハーベイと熱い抱擁をかわした。
しかし、しばらくして再び彼の元を去ってしまう。彼女の他にもハーベイのもとには様々な人たちが（犬も）集まったが、いずれも立ち去ってしまっている。
ロレッタ・ベティーナ・ルーニー (Loretta Bettina Rooney)
演 - アイリーン・ブレナン
日本語吹替 - 花形恵子
リック・ベティーナの母親。46話「休暇命令」に登場。ニックとはすぐに口喧嘩になり対立する。再婚相手のダニーはシーズン4における署長である。
互いに競走馬のオーナーということのため、どちらの馬が速いか勝負することとなった。負けたほうは勝ったほうに馬を差し出すというルールの元、勝負を開始。自分の馬の優秀さを誇るロレッタだったが、ニックのミスター・ウディーに敗北。彼女の馬はニックのものとなったが、直後に馬は死亡。ロレッタの馬の権利はニックに移っているため、死亡したことで生じた損害などもろもろの請求は彼が支払うこととなってしまう。
ナッシュの提案でロレッタの馬を得る権利を完全に破棄することで、ことは収束するに至った。

### 犯罪者関係
トニー・ブッチェリー (Tony 'Tony B' Bucelli)
演 - ステファン・リー、日本語吹替 - 龍田直樹（シーズン2、23話のみ）、岩崎ひろし
ドジなギャング。通称「トニー・B」。大柄で太めな体形をした大男。だが、外見に反して内面は気弱でずる賢く、ドジばかり踏む。初登場はシーズン2、23話「偽造者との対決」から。初期から終盤まで登場を続けた貴重なサブキャラクター。ナッシュからは友人と思われており、74話で誘拐の片棒を担いだ時には裁判で「更生した」と必死で弁護したという（これにはジョーも呆れていた）。
さまざまな犯罪に手を出しているが、いつもナッシュに捕まるドジな犯罪者。聞いてもいないことを自らベラベラしゃべってくれる。
記憶喪失になったり、借金のカタに犯罪の片棒を担がされたりと、日々の苦労が絶えない。付き合っている女性を自分の犯罪に巻き込ませないように配慮はしているが、いつも女の方から見限られてしまう。
黄色という目立つ色の服装を好んで着る。トニー曰く「黄色はおれのためにあるような色」（第6シーズン第110話でもキャシディが同じセリフを言っている）。
23話では当初、S.I.Uの警部補を語る犯罪者ハミルトンの情報提供者として登場。ナッシュのことを下っ端だと思って喚いており、自分が犯罪に加担させられたという自覚がまったくなかった。
110話「墓の中」でチキンの骨を詰まらせ死んだとされ、その際ナッシュとジョーも彼の死を（遠回しながら）悲しんでいた。だが彼の死は偽装で、それが大事件に繋がってしまう。その話が最後の登場となった。
レイ・ゲイツ (Ray Goetz)
演 - ルイス・マンディロア、日本語吹替 - 家中宏
フランキ－・ドワイヤーと同じボスに仕えていたサンフランシスコを縄張りとするギャングの男。
第2シーズン第21話「汚れた法廷」では判事と連邦保安官を買収し、殺人の目撃者ホリーごとナッシュとジョーを諸共亡き者にしようした。検事補ステイシーを食事誘って懐柔しようとするが、それをあっさり断られた時は脅しに転じるなど余裕のある振る舞いを見せていた。しかし、殺し屋として雇った連邦保安官が失態を犯した時には突然激昂している。しかもその連邦保安官から金を要求された際は部下に射殺させ、連邦保安官の片割れ（殺された男の相棒）を次の指揮官に任命している。表と裏の二つの顔を上手く使い分けていた。
第2シーズン第29話「動く標的」では、大物ギャングのヴィック・ウォルシュ1の右腕として登場。親分の暗殺を指示したのはドワイヤーだと気づき、そしてドワイヤーもゲイツに勘づかれたことを悟り、互いに熾烈な争いを繰り広げることとなる。ベティーナを殺害しようとしたり（防弾チョッキで彼は助かるのだが）なかなかのやり手であった第3シーズン第34話「ギャング・キラー」では元自分の手下であった殺し屋ジミー・ライシャートに命を狙われることになる。最後はビルの屋上でライシャートと対峙する。駆けつけたナッシュとジョーのとった行動は先にゲイツの脚を撃ちそのあとライシャートの肩を撃つという意表をついたものだった。このストーリーを最後にレイ・ゲイツは出てこなくなる。
フランキ－・ドワイヤー (Frankie Dwyer)
演 - ティム・ランソン、日本語吹替 - 土師孝也、中田和宏
サンフランシスコを縄張りとするギャングの男。
29話「動く標的」にて大物ギャングであるヴィッグ・ウォルシュに仕えるナンバー2として登場。このときはフランキーではなくフランクであった（字幕では「フランキー」）。ウォルシュを殺害し、レイ・ゲイツも亡き者としようとして壮絶な争いを繰り広げるものの徐々に追い詰められ最後に逮捕される。その後の空白を経て、第5シーズンの丁度エバンの混乱期にあたる第82話「謎の襲撃」で再登場。再逮捕される時、ナッシュに銃撃されて下半身不随になるものの、間もなく第5シーズン後半にて車椅子姿で3度目の登場を果たす。この時はアダルト映画を作製・監督していた。タイトルは「陪チン員」。このセンスにはナッシュも笑っていた。
3度目はケイトリンを囮にした捜査に引っかかってしまい、彼女に対してパートナー以上の感情を見せていた。しかし、彼女の素性を知る女性が取引相手だったため、ケイトリンの正体がバレてしまう。直後にナッシュたちが突入し、再び追い詰められるが車椅子を置き去りにして逃走を果たした。ところが保釈中で州外に出られなかったためか、いつまでもサンフランシスコに犯罪の拠点を置いてナッシュの命を狙い続け、挙句の果てにIQの低い犯罪者エルドン・シストランクを雇ってしまったために（第5シーズン第93話「暗殺指令」）自分がナッシュ殺害の指示を出していたことが発覚してしまう。最後は側近の女殺し屋をソムリエとして差し向け、ナッシュに毒入りのワインを飲ませようとしたが、ワインのふたが開いていたことを怪しまれ失敗する。その後、女はナイフを手に襲い掛かってくるが、ナッシュには及ばず敗北する。殺し屋とはいえ、ナッシュが女を殴り倒した貴重なワンシーン。
それによって足が付いてしまい、ホテルから移動するために自分のリムジンに乗ったところにナッシュとジョーが待ち構えており、最後の逮捕となった（運転手はハーベイ）。
幾度もナッシュに勝負を挑み続け、最後は問答無用の敗北を喫した。
タマラ・ヴァンザント (Tamara Van Zant)
演 - ドナ・W・スコット、日本語吹替 - 佐々木優子
本名はタマラ・クリスティン・ヴァンザント。いわゆる詐欺師であるが、内容は詐欺にとどまらず殺人紛いなことにも関与している美女。仕事の相棒を変えるたびに名前も変え、タマラ、もしくはミドルネームのクリスティンを偽名に使う。
初登場は第3シーズン第40話「魔性の女」。ナッシュとは以前恋人同士だったが、別れた今でも彼に対して愛情を抱いている。彼女がトラブルに巻き込まれた時にナッシュに助けを求めたが、その始末をナッシュがつけてやると、金を持ち逃げしてしまうというなかなかの悪女である。第4シーズン55話「悪女の罠 HIGH FALL」ではナッシュの会計士ジョエル・ラスビッセンを自殺に追いやり、ナッシュの資産投資先を破産させるという詐欺行為を行う。そして自分に捜査の手が伸びると共犯で自分のそっくりのケビン・マイケルを射殺しその遺体を車ごと爆破し自身の死を偽装した。しかし歯形の相違からタマラが生きていることをナッシュに気づかれあえなく逮捕された。しばらくの間登場しなかったが、第6シーズン第113話「偽装結婚」でナッシュと偽装結婚しいつも以上にナッシュを付け狙う。だが最終的に黒幕にナイフで刺され、しかもサンフランシスコ湾に落とされてしまう（ただし、死んだという明確な描写がないため、生死は不明）。
普段は妖艶な美女だが、ひとたび激情すると凄まじく暴力的になる。第6シーズン第103話「危険な関係」にて、自分の獲物をトニー・Bに取られた時は、彼に対して凶器を手に執拗に殴りかかるという一面を見せた。
第1シーズン第4話「姿なき爆弾魔」にボビー・ワークスマン市長のマッサージ師の「ドナ」役として一度登場している。ストーリーには影響を及ぼす役ではなかった上に、ワンシーンのみの出演であった。
ビッグ・タイニー (Big Tiny)
演 - キース・ハーベイ、日本語吹替 - 中博史 / 後藤哲夫
態度は“Big”だが背丈は“Tiny（とても小さい）”である。「ちっちゃいからってナメてんだろ!?」という台詞をナッシュとジョーに発しており、身長が低いことにコンプレックスを抱いているようである。
演じるキースは、第4シーズン第56話「疑惑の保証人」で初登場。その時は中博史が声優を務めていたが、以後は後藤哲夫がつとめる。保証人という隠れ蓑で悪党に依頼を持ちかける男リンクスに雇われ、彼の相棒を殺害。その後はSIUに身柄を拘束され、同じく逮捕されたエルドンと「どちらが先に自白するか」で負けてしまい、サン・クエンティン州刑務所送りとなった。
71話「不倫の代償」では、冒頭から宝石を盗んだ罪でナッシュとジョーにつかまるが、車酔いが酷いため吐いてしまった。ナッシュたちが公にせず行っている捜査内容を知るため、ケイトリンと甲板で談笑をするという絡みがある。「膝の上に座っていい？」と甘えようとしたが、すぐに「ダメ！」と返答されてしょげてしまった。
第6シーズン第106話「もう一人のナッシュ」ではナッシュの名を語ってナッシュたち探偵事務所を混乱に陥れたこともあった。
エルドン・シストラング (Heldon cystlang)
演 - ステファノス・ミルトサカキス
日本語吹替 - 宝亀克寿
大柄で気性が非常に荒い男性。57話「疑惑の保証人」にてナッシュの殺害依頼を受け、ナッシュとジョーに襲い掛かる。巨体から繰り出されるパワーとチェーンを凶器としていたが、ナッシュは、はしご車のはしごを引っ張り出してエルドンの額に激突させた。その後はSIUに拘束され、逃れようと暴れた時にキャシディの写真に傷をつけてしまったためナッシュに蹴り倒されてしまった。取引によって無罪放免となり、釈放される。しかし、第5シーズン第93話「暗殺指令」でフランキー・ドワイヤーの手下として登場し、殺し屋たちに命令してナッシュとジョーの命を狙っていた。これも発覚してしまい、逮捕されて刑務所送りとなった（フランキー・ドワイヤーからは「君には失望した」と見捨てられている）。
その外見どおり怒りっぽい性格。ナッシュから「6歳児でも知恵比べに勝てる」といわれてしまう。仮釈放後は、第6シーズン第108話「愚か者」で再登場。出所後に、刑務所に投獄されていたベティーナと手を組んで脱獄に協力した。
隠し金のありかをベティーナから聞き、用済みとなった彼を殴り倒してしまう。それからジョーを人質に取り、ナッシュをも捕らえたがベティーナに不意を付かれて今度は逆に殴り倒されてしまった。ビル解体の爆風に巻き込まれるも、奇跡的に生存。それを最後に登場しなくなる。
チェイス (Chase)
演 - イワナ・ミリセヴィッチ、日本語吹替 - 幸田夏穂
第5シーズン第91話「殺し屋刑事」と第96話「強盗団潜入捜査」に登場する女性犯罪者。始めは潜入捜査のため殺し屋ゲットマンに扮したナッシュと手を組み、麻薬組織のリーダーの命を狙う相棒として登場。雇い主にナッシュの正体が刑事だと疑われてしまい、危うく殺されそうになったのをチェイスは救ったが、その直後にナッシュによって逮捕されてしまう。その後、ナッシュは命の恩人である彼女と強引に取引することで無罪放免の扱いにした。
その後、ナッシュは強盗団に潜入捜査を開始し、そこで再びチェイスと出会う。最後はチェイスから激しく迫られ、ナッシュは手錠を見せて「逮捕するよ」と何度も拒絶の意を見せていたがついに折れてしまった。一夜限りの愛を交わし、チェイスが目を覚ました時にはナッシュの姿はなくなっていた。変わりに書置きがおいてあり、「チェックアウトは12時！　忘れるなよ」と書かれていた。
ライナス・ミルズ (Linus Mills)
演 - ウィリアム・アザートン、日本語吹替 - 大塚芳忠
シーズン1の最後に当たる第8話「目撃者」に登場する犯罪者。職業は病理学者を営むドクター。正体はCIAの分裂派「ブラックコマンドー」のメンバー。今まで培った情報網を使ってアメリカの最新技術を盗み出し、国外へと輸出する仕事に着手している。そのためナッシュから「あいつはアメリカの敵ナンバーワンだ」といわれた。
寄付金を集めるために開いたパーティで、思いを馳せていた女性ブレーネ・カランダーズと勘違いしてエリケ・ハンセンを銃殺（殺害の理由は後述）。その現場をナッシュの元妻であるリサ・ブリッジスに目撃されてしまう。
狡猾で用心深い人物のためなかなか逮捕に至る証拠がつかめず、ジョーからは「あいつを引っ張るのは、ストローでシェイクを一気飲みするより難しい」、ハーベイからは「見た目どおり、水も漏らさぬケツの穴野郎」といわれたほど。
死体は病院の病理学専門の小部屋に隠されており、リサによって発見されSIUのもとへと移ることとなった。しかし、死体を調べてもミルズが犯人だという証拠は出てこなかったため起訴はできなかった。ミルズは死体に超伝導のマイクロチップを埋め込み、秘密裏に海外へ持ち出していた。そのため死体を取り返すべく「闇雲な力では見つけられない」と冷静に行動し、リサを拉致。ナッシュに取引を持ちかける。しかし、ナッシュは逆にミルズの手下を捕らえてリサの監禁場所へと案内させてしまう。
死刑執行に使う毒液をリサに注入して殺害しようとしていたミルズとナッシュは鉢合わせし、殴り合いの対決となる。その最中、拘束されていたリサは暴れだして片足でミルズを蹴り飛ばした。それによってミルズの腹部に注射が突き刺さり、命を失う。
カール・ローバード
演 - ディーン・ノリス
シーズン2最終話「シティソルジャー」に登場。湾岸警備隊を率いる元プロの軍人。クウェートの戦場にて単身で敵の一個小隊を全滅させて部下たちを救ったという功績の持ち主。
戦争が終わったため軍には残らず、警備隊の仕事を始めた。警備隊と言っても民間組織であり、警察のような権限は持たない。およそ18ものの地区の警備を担当しており、治安を守るためにパトロールしている。
以上は表の顔で、裏の顔はハンター・ポイントにいる麻薬の売人たちを殺しては資産を奪い取る強盗殺人集団。そこの住民は彼らの正体を察しており、恐れるあまり口をつぐんでいる。ナッシュがにそのことを嗅ぎつけられたため敵対することになる。
ナッシュとリサの友人の息子マイク・ゴメスが売人をやっており、ナッシュにタレ込みをしたことから自宅を制圧して脅しを掛ける。しかしマイクに抵抗されたため、足を銃撃。このことからナッシュを本気で怒らせてしまう。
そこでナッシュたちが保護しようとしている売人のタイレルを殺害し、「銃撃戦を展開して相討ちになった」ことにしてナッシュとジョーの抹殺を目論む。しかしナッシュたちに反撃され、逃げる途中で銃を落としてしまう。ナッシュからはそのまま投降するように言われたが、「最期まで戦って死ぬのが名誉だ」と自らの行動をバイキングにたとえ、耳を貸すことなく抵抗し、ナッシュの銃弾に倒れた。その死に顔は笑顔を浮かべた安らかなものであった。演じるディーン・ノリスはシーズン5「強盗団緊急出動」に偽消防士として出演している。
リッキー・アレン・クリンズマン (Rickey Allen Klinsmann)
演 - カーク・フォックス
日本語吹替 - 小山力也
シーズン4の57話「別れの時」に登場した男性。プラウラーと名乗り、夜な夜な女性宅に侵入しては女性を拘束し、怯える様をビデオに撮って精神的に陵辱している異常者。インターネットで情報を公開している女性記者に届け、一般の目に触れるようにしている。
ナッシュの身近にいる人物を殺害すると予告し、標的となったミシェルを殺害。かけつけたナッシュを挑発し、一騎討ちに引き込んだ。ミシェル宅の屋上にて、クリンズマンは抵抗をやめ、「美人の刑事を殺した。これでオレは刑務所に行っても有名人だ。もう逮捕していいよ」とナッシュを嘲笑った。しかし、ナッシュの取った行動はクリンズマンの銃殺であった。「刑務所には行かせない。地獄に行け！」と叫び、クリンズマンを射殺。こうして侵入者プラウラーは銃殺されたが、SIUの面々に深い傷跡を残した。
オーランド・ライチェック (Aurand Rycheck)
演 - ジム・パリッシュ、日本語吹替 - 長克巳
ロシア随一の殺し屋。だが、ロシア国内での殺しはせず、もっぱら国外を専門としている。そのためついたあだ名が「旅人」。第4シーズン第60話「殺しのターゲット」のみの出演だったが、特筆すべき点は全ストーリーの中で唯一決着のつかなかった相手ということである。空港でデビット・カッツを射殺しようとするがナッシュに阻まれ、何度もカッツを狙うが失敗。最終的にライチェックの依頼人がナッシュの手に落ち、カッツの暗殺を取りやめにすることとなった。ライチェックもプロであるため依頼自体がなくなれば手を引いたようだが、もしナッシュが依頼人を逮捕しなければ本格的に攻撃に乗り出すつもりだった様子。
協力者がヘタを踏んだ場合、容赦のない制裁を下す。協力者にカッツを始末するための拳銃を空港に隠させたが、そこは監視カメラに移ってしまう場所だった。そのため、協力者は鉛筆を心臓に突き刺され、殺されてしまった。その殺しの技術はナッシュとジョーを感心させたほど。
ルー・グリソン (Lou Glison)
演 - ビリー・ドラゴ、日本語吹替 - 小川真司
第4シーズン第75話「執念の復讐鬼」のみに登場した元警官。妻は今も現職の警官で夫であるルーに暴行され殺されそうになった過去がある。またケイトリンの友人である。ケイトリンが管理統制課に在籍していたときに起訴まで担当した。ルーはケイトリンを恨みさらに元妻をも恨んでいた。彼は元警官というだけありケイトリンに対する翻弄作戦は秀でたところがあり、ケイトリンを追い詰める。暴行魔を送り込んだり、住まいを勝手に売却したり、元妻のフィアンセを殺害したりと非道の限りを尽くすが自身が手を下していないためなかなか逮捕できない。ナッシュはケイトリンを保護という名目で探偵事務所に匿う。これこそがルーを誘い込む作戦であり、彼女を殺害するために来たルーを罠にかけることに成功する。銃撃戦の末、ルーはケイトリンを背後から撃とうとしたが、それに気づいたナッシュとジョーによって射殺される。このストーリーでナッシュとケイトリンの信頼関係は強固になった。
ジミー・ブラッシャー
日本語吹替 - 寺杣昌紀
シーズン4の最終話に登場する犯罪者。麻薬の売人という顔のほかに、宝石商を狙い、拉致し、宝石を奪い取っては闇ルートで換金して荒稼ぎするという一面をもつ。用済みとなった宝石商は大抵は殺されている。不運にも、ナッシュとジョーの目の前で強盗殺人を犯したため狙われることとなった。
M.C.D本部長補佐であるバンクスの娘ジーナとは恋人関係にあったが、自分に警察の手が伸びていると気づいた時には彼女を置いて逃亡。外の女のところへ転がりこんで身を潜めていたが、ジーナの証言が仇となって後にナッシュたちに踏み込まれて逮捕される。
しかし、これ終わらず仲間の協力により脱獄。ジーナを拉致し、再び宝石商を狙って犯行を重ね始める。ジーナに裏切られた形となったジミーだが、拉致した後も彼女に暴行は加えた様子もなく、宝石を奪い取っているのも「お前のためなんだぜ」とキスをしていた。
しかし、必死の追跡を続けるナッシュとジェイクのコンビについに追い詰められてしまう。拉致した宝石商が宝石を持っておらず、持っているのは間もなく帰国する妻のほうだと知った彼は待ち伏せを開始。そこへナッシュとジェイクが駆けつけ、ジェイクの奇襲によって殴り倒されてしまう。だが、車内に潜んでいた仲間がジェイクに拳銃を着きつけ人質に取る。
拳銃を構えるナッシュは上手くジェイクには当てず、敵だけを銃撃。ほぼ同時に動いたジェイクもジミーを投げ飛ばして取り押さえ、逮捕。ナッシュの冷静さとジェイクの熱血によるコンビネーションに敗北することとなった（ただし、無茶をしたジェイクはナッシュから「お前ふざけるなよ！」と怒鳴られた）。
ジミー・G (Jimmy)
演 - ツィ・マー、日本語吹替 - 千田光男
香港を拠点に活動する国際的犯罪組織の尖兵。ロイ・マクネアーの上司。サンフランシスコを牽制するため、エンバーカデロ署のジラルド署長の暗殺をロイ・マクネアーに下した人物。さらに言えば、ジミーに暗殺指令を命じたのは上海に陣取る組織のボスである。ジミーの立場は、本人曰く「ここまで来てまだ下っ端扱いだ」。ジミーの行動を監視するため、ボスが自分の腹心を送り込んできたことを快く思っていない。
ジラルドを暗殺した後は、側近のエレン・ホリデーとロイ・マクネアーを従え、30億ドルの大金を洗浄（マネーロンダリング）するため行動する。
大幹部の到着と同時に、ナッシュの合図によりDEAの武装部隊が突撃。ジミーは上司と共にジラルド署長殺害の容疑で逮捕され、ジョーから「上海には二度と帰れないと思いな」と言い渡されてしまった。
警察側にメンの割れてしまったマクネアーに大金を渡して、労いの言葉と共にしばらく休暇をすごすように言ったジミーだが、実際にはマクネアーを追ってきたナッシュを追い払うための口実に過ぎなかった。マクネアーがラスベガスから去ればナッシュも追って出て行くと考えていたジミーだが、ナッシュはマクネアーに暗殺の指示を出したのはジミーだとエレンから聞いたため、マクネアー個人の逮捕が狙いではなくではなく組織壊滅を目的にしてしまったことを知らなかった。
マクネアーもまた、自分がSIUに捕らわれた際に、ナッシュにジミーを売り渡すという取引を持ちかけていた。
ロイ・マクネアー (Roy MacNair)
演 - サイラス・ウィアー・ミッチェル、日本語吹替 - 大塚芳忠
第5シーズン第99話「疑惑の女」、続く第100話（第5シーズン最終話）「ある刑事の死」で登場する第5シーズン最後の犯罪者。香港の巨大組織の尖兵の部下として登場し、ナッシュの最初の相棒であるエンバーカデロ署の署長フランク・ジラルドを殺害。それからは何人も警察官を殺害して逃げ続けている。口癖は「落ち着け」。ビビアン・リーフという金髪美女に熱を上げており、しつこく付きまとって電話をかけたり、急に仕事場へやってきたりもしていた。本人はビジネスマンと経歴を偽っていたが、ドラッグを大量に持っていたためすぐに嘘だと見破られてしまった。
仕事とプライベートは混同しないことをモットーとしており、好意を寄せていたエレン・ホリデーにでも一度疑惑の目を向けた後は、拳銃を突きつけ、縛りあげて尋問した。暇な時はダンスを踊っていたり、横柄で軽薄な口調や態度を見せる。しかし、そんなひょうきんな一面を見せていても平然と人を殺せるという酷薄な一面も持っている。そんな彼でも、署長暗殺を指示したジミー・Gを引き渡すという取引をナッシュに蹴られた時は、動揺を露わにしていた。
一旦はナッシュたちに逮捕されるが、取調べのため身柄はDEA捜査官に移される。だが取調べ中に彼はDEA捜査官の不意を突きDEA捜査官（その中にはサラの上司であるマサロッティもいた）を全員殺害し、ラスベガスへ逃亡する。
第5シーズン第100話「ある刑事の死」でラスベガスに逃亡した後、自分の行方を探していたエバン、ハーベイ、ロニーと遭遇。逃走するマクネアーは単身突出して追ってきたエバンを待ち伏せし、背後に回り込み「ゲームオーバーだ」との台詞と共に銃撃。エバンを殺害した。
その後は、ナッシュを嘲笑うかのようにDEAの作戦を見破り、組織の大幹部を捕らえようと空港近辺で待機していたDEA隊員を襲撃。2人の部下と共に警官に化けてナッシュたちの目を欺き、潜入捜査官であるサラ・ウィリアムズ（偽名エレン・ホリデー）を人質にとる。そしてナッシュ、DEA、さらには自分の所属する組織を出し抜き、ナッシュに「相手が悪かったな！勝ったのは、俺のほうだ！」と勝ち誇ると大金がつまれた飛行機に乗り込み、発進を開始した。
マクネアーの裏切りは唐突なようにも思えるが、ジミーから休暇を言い渡された際に「考える時間も欲しいし」と口にしていたことから、組織を裏切って30億ドルを奪うか考えていた模様。
無論、人質に取ったサラは用済みとなった後、パラシュートなしのスカイダイビングをさせて殺害するつもりであった。そのことで命の危険を感じたのか、サラは必死の抵抗を見せて部下を殴り倒してしまう。マクネアーはサラを銃撃したが、全てはずれた（マクネアーは助手席に居たため、射撃しにくい体勢であった）。
サラが飛行機から生還したことで、ナッシュはジョーから提案された「滑走路の封鎖」という案を蹴り、ロケットランチャーでマクネアーを仕留めることを選んだ。飛行機の離陸と共に放たれたナッシュのロケットランチャーの一撃により、マクネアー一味は爆死。ナッシュはフランクとエバンの仇を取り、高笑いした後、真剣な声で「地獄に堕ちろ」と言い放った。
ジョイ・ラーソン (Joy Larsson)
演 - ステファニー・ジンバリスト
ラジオ局のニュースキャスター。シーズン6の第119話「逆恨み」に登場。一児の女性で幼い息子トミーとふたりで暮らしている。フロリダ出身の32歳ということになっているが、後に偽造された出生証明書だと判明する。ハーベイ同様グレイトフルデッドの大ファン。アラスカやエジプトのライブにまで顔を出しており、ハーベイと話が合って徐々に親密な仲となっていく。初対面のハーベイからは「デッドを見にエジプトへ行く女だぞ！最高！」といわれた。
本名はスーザン・メーダー。過去、過激派グループ『フリーワールド』のリーダーであるライアン・コリンズの恋人だった。彼と共に同志を募って、72年にコネチカットで軍事工場の爆破を目論む。しかし、爆弾の誤爆で多数のメンバーが命を落とすことになってしまう。中には彼女と一緒にいた一般人の留学生もいた。
その後、名前や出生を変えて逃亡を図り、ジョイ・ラーソンとして生活する。
だが、ライアンが刑務所に投獄され、コリンズ一家は生きる術を失ってしまう。家族は彼の出所まで二十九年間待ち続けたが、仮釈放の二日前に囚人に刺殺されてしまった。その後、ライアンの弟であるネルソンに逆恨みされ、ジョイは命を狙われることとなる。
協力者である弁護士の老人に助けを求めるが、彼はライアンの弁護を担当していたためネルソンに目を付けられていた。弁護士の事務所に乗り込んできたネルソンは、ジョイの住所が書かれたメモを見つけたしまう。弁護士は彼女を守るため不意をついてバットで殴りかかるが失敗し、銃殺されてしまう。
ジョイは別室に隠れていたためネルソンに見付かることはなかったが、事務所の窓ガラスを割って逃げる際に手を怪我してしまう。これが後に仇となる。
ハーベイは、ジョイが過去の爆破事件の首謀者だと疑惑を持っていたが、決め手にかけていたため深層にたどり着けないでいた。その後ネルソンは逮捕されたが、それで終わらずハーベイは独自に調査を続けていた。
ライアンが逃亡に使った車から、二種類の特殊な血液型が検出されたのに目を付け、ハーベイはジョイが怪我をした事務所のガラス片を入手。それにジョイの血液がこびりついており、それを突きつけられて血液検査をすると言われ、ついに自らの犯行を認めた。警察に連行される母親の姿を見て、息子のトミーは悲痛な叫びを上げて母を引きとめようとしていた。
似たような犯罪者として19話には、グレイトフルデッドのファンである女性の元テロリスト「サンシャイン」が登場している。こちらもハーベイに23年前の悪事を暴かれた。
マーク・リー・ペイジ (Mark Lee page)
演 - ジェームズ・レマー
第6シーズンの最終話に登場する連続殺人犯。殺人を目的として人を殺す男。IT企業の社長といった成功者たちを狙ってタクシーに乗せ、人気のないところまで連れて行って殺害するという手口で6人の命を奪った。
過去、さまざまな犯罪に手を染めており何度も逮捕歴がある。出所後はディーラーのテッドの元で集金を担当していたが、やり方が暴力的の上、それを楽しんでいたためクビにされる。テッドからは「まともじゃない」と言われていた。
キャシディの尾行に気づいた後、彼女を人質に取った。背の高い女性が好みで、それに当てはまるキャシディには甘い態度を見せる。キャシディに逃亡の手助けをさせようと車を運転させたところ、それが仇となって車をバスに突っ込ませるという荒業を敢行されてしまい、動けなくなったところを逮捕された。
殺人に利用していた車を逆手に取られ、逮捕されるに至った。
ゲリー・ストークス
演 - マイケル・ワイル
日本語吹替 - 青山穣（36話）、堀川仁（74話）
第3シーズン36話の「失なわれた記憶」でキャシディの家庭教師役として登場。かつて囚人で現在は更生したという人物を家庭教師にするということでナッシュとキャシディが喧嘩する原因となる。実際のところ更生したかはよくわからなかったがラストでATMで現金を下ろした女性を襲い逮捕される。「助けてくださいよっ」とナッシュに懇願するがこのストーリーの記憶喪失に掛けて「誰だっけ」と袖にされてしまう。続いてかなり間が開いて第4シーズン74話「誘拐犯」では小切手の偽造で捕まっていたが、更生の一環としてオメランツ警部補（厳しい女性）の監督の下、市警察車両の洗車をしていることが判明。このときはバーベイとエバンに代車としてパトカーを無理やり借りられてしまい、車に装備していたショットガンの暴発で屋根に穴を開けられてしまうがハーベイとエバンのコネで修繕に成功するが警部補にはコーヒーの染みを指摘されてしまう。

### 友人・知人関係
ホイットニー・トーマス (Whitney Thomas)
演 - ケイト・バーノン、日本語吹替 - 勝生真沙子
シーズン2におけるナッシュの恋人的存在。シーズン2のみに登場。既婚者。マダガスカルに妹がおり、クリスマスには家で過ごすほど仲のいいおじと甥たちがいる。ナッシュの家の家政婦だが、ナッシュ曰く「ニックの看護婦（19話）」。キスを交わすなど次第にナッシュとは親密な仲となっていった。
20話ではニックの手違いでナッシュの母の形見の指輪がホイットニーに渡ってしまう。彼女はそれを告白と受け取ってしまうが、既婚者であることを隠していた負い目があったようで「あなたの知らないことがたくさんある」と断ろうとするが、ナッシュにキスされたことで気持ちを受け入れた。しかし、ジョーの行きつけの歯科医の失踪した妻であることが判明。ナッシュとは恋人未満友人以上の関係しか築くことができず、去っていった。
ビック・バリー (Bic Barry)
演 - クラレンス・クレモンズ
日本語吹替 - 宝亀克寿
市内にある美容室「ハウス・オブ・ビューティー」の店長でありナッシュの情報屋でもある。初登場は第1シーズン第5話「奪われた秘密兵器」。この回のストーリーは大物を抹殺しようとするテロリストのヴィンスと彼を追うナッシュと美人な軍人サンドラの対決を描いたものであった。肝心のハイパワー兵器のジャベリンをどちらが先に入手するかがポイントであり、ナッシュはビック・バリーから情報提供を受けるが、すぐ後にヴィンスもバリーに協力を求める。バリーは兵器を入手するとヴィンスに渡すが、すぐさま彼のことをナッシュに密告するというなかなか狡猾な男である。登場回数はこの回のストーリーも含めて3回と少なかったが存在感はなかなかのものであった。最後の登場になる第2シーズン20話「特捜課ラプソディ」では自慢のサックスの演奏を披露した。
セドリック・ホークス (Cedrick 'Rick' Hawks)
演 - フィリップ・マイケル・トーマス、日本語吹替 - 谷口節、立木文彦
30話「帰って来た相棒」から登場。通称リック。
かつては連邦保安官だった男で、今は凄腕のギャンブラー。ナッシュとは保安官時代、カリブへの犯罪者引き渡しでコンビを組んでいた。
『特捜刑事マイアミヴァイス』の冒頭音楽と同時に現れ、ナッシュと久方ぶりの再会を果たす。チャイナタウンの冴えないマフィア、バリー・チェンとギャンブル勝負をして、イカサマで負けたため小さなホテルと15万ドルを奪われてしまっていた。当初はバリーを殺しかねない態度だったが、チャイナタウンを牛耳ろうとした香港マフィアとの一件が終わった頃にはプロ同士認め合い、和解のギャンブルをしていた。その後、バリーと共にモンテカルロを目指してギャンブルの旅へと出発する。
彼が登場するエピソードは『特捜刑事マイアミ・バイス』を意識したものとなっている。
ミランダ (Miranda)
演 - アリソン・ウォード、日本語吹替 - 徳光由香
キャシディの友人にしてルームメイト。人見知りでやや神経質な少女。トロイという兄が1人いて、バンドをやっている。初めはキャシディとよく言い合いをする描写があった。口論の発端は、エバンからの電話に出ると無言で切られてしまうためキャシディに文句を言ったり、室内でラブシーンを演じるエバンとキャシディがいるおかげでレポートが進まなかったりなどなど。ミランダもキャシディも互いに相手を思いやることをしようとはしなかった。
しかし、同級生の異常者に重傷を負わされたところをエバンに保護されたため、彼に対する態度も若干軟化してはいる。
キャシディとは仲のいい関係とはいえなかったが、自身にブライアンという彼氏ができ、そして交友関係が広まったことで次第に性格が変わっていった。シーズン6にて、ミランダ最後の登場では自分の恋人がかかわった殺人事件をキャシディに解決してもらったことで、一度は壊れかけた彼女との仲が深まり、互いに親友として接することができるようになった。ラストシーンは、ミランダとキャシディが抱き合う姿が描かれている。
ペペ (Pepe)
演 - パトリック・フィッシュラー、日本語吹替 - 堀川仁
ゲイで、第1シーズンでジョーが購入したゲイバーの会計係。おしゃべりな性格だが、融通が利き仕事が早い。ジョーの息子J.J.の失態により店が火災で焼け落ちたため、一度職を失う。
その後、ブリッジス&ドミンゲスの電話番を勤めるが、内装の趣味がペペに合わなかったために退社。彼の仕事はボズ・ビショップに引き継がれた。以後は、デパートの店員やラスベガスにあるホテルのフロントマン、財務監査員と登場する度に違う職業に就いている。
SIU本部内が業務もままならないほど大混乱に陥った際、見かねた彼がSFPDの制服を借りて交通整理よろしく手際よく指示を出して事態を収拾した、ナッシュたちに感謝された際に「一度でいいから警官の制服着てみたかったの」と感想を述べている
ナッシュとジョーが同性愛の関係にあると思い込んでいる（シーズン5でナッシュとジョーが宿泊したホテルでじゃれあっているところを目撃して、恥ずかしがっていた）。
第5シーズン第82話「謎の襲撃」では「PPinSF」というハンドルネームでチャットをしていたところ、偶然チャットを始めたジョーと気が合ってレストランで会うことになってしまった。しかし相手がジョーであることに気づき判別用の目印を外したため、大事には至らなかった。その後ジョーに「PPinSF」は自分だと打ち明け、ジョーを落胆させた。
最終シーズンであるシーズン6では、同性愛者で元恋人だった男性との間をジョーに取り持ってもらった。その過程でナッシュとジョーは同性愛者ではないことが露見するが、彼らに対する友情はまったく変わっておらず感謝していた。
ボズ・ビショップ (Boz Bishop)
演 - クリスチャン・J・ミオリ、日本語吹替 - 後藤敦
ナッシュの情報屋。本人曰くダフ屋でほしいものを探すのが仕事とのこと。
チャラけた若者。しかし情報収集能力には長けており、犯罪者の情報を入手してナッシュに伝え、事件解決のきっかけを作ることもしばしば。
初登場は第3シーズン第46話「休暇命令」だが、この時はナッシュに変わって捜査の指揮を執っていたベティーナに情報提供を拒否したため留置されそうになった。
第4シーズン第68話「狙われたシンガー」ではジョーからの頼みで警察の取り締まり車両オークションでリンカーン・ナビゲーターを落札するが、車の中から薬物は見つかったり、ガソリンスタンドで給油する際目を放した隙にオークションで同じ車を落札しようとしていた男2人に車を盗まれたりと散々な目に遭っている。その後さらに車を落札し（旧式のジャガー）、ジョーを呆れさせている。
ナッシュとジョーが開いた探偵事務所の電話番として雇われるも、ロクに仕事をしないが、休日は教会の聖歌隊の指導をしている。
第6シーズン第107話「殺人ゲーム」で今まで触れられなかった、彼の素性が明らかとなる。ボズは通称で本名はボズレー。名門ビショップ家の出身で、実家は庭師と使用人付きの歴史を感じさせる屋敷。実家では普段とは違い（本人曰く「家族の喋りに合わせることにしている」）、非常に真面目な口調で話す（一人称は「ボク」で、いつもとはあまりに違う口調にナッシュとジョーも驚いていた）。
両親と死別した後、叔父兄弟に育てられたが、実家の庭師殺人事件を機に出生の秘密が明らかになる。
実はボズは、ビショップ家に引き取られただけで血の繋がりはなく、実母は35年ビショップ家に仕えたメイドのバージニア。黒人の父親はベトナム戦争で戦死していた（結婚前だった）。つまりボズは白人と黒人のハーフであった。バージニアは子供に恵まれなかった「ボズの両親」に懇願され、一人息子を里子に出したのだった。表向きは両親の旅行中に生まれたとされていたが、出生記録がなかったためジョーたちに気づかれることとなった。バージニアは叔父兄弟とも関係を持っていたようで、そのため叔父兄弟は「自分がボズの本当の父親」と思い込んでいた。このためボズは叔父兄弟から大層可愛がられていたが、叔父兄弟は互いにバージニアと関係があったのは知らなかった。ボズはというと、自分の出生が明らかになったことや、父親が憧れであった黒人だったことを知り、心底喜びを見せて感激していた。
なお、この殺人事件の犯人は執事のハスケルである。バージニアのことを愛しており、叔父兄弟が「バージニアに愛情がないのに肉体関係を持っている」ことが許せず、彼らの息子（と思っていた）ボズに冤罪を着せようといた。ただし、動機については詳細に語られていない。
最後の活躍は、第6シーズン第121話「ナッシュ更迭計画」でのアントワンとコンビを組んでジョーの探偵事務所の依頼を解決するというもの。
天使のおっさん (Angel) / ピーター・スペルマン (Peter Spellman)
演 - トレイシー・ウォルター、日本語吹替 - 石森達幸
自称「ナッシュの守護天使」というホームレス。本名はピーター・スペルマンだが、名前が明らかないなるのは大分後なので、「天使のおっさん」という呼び名が定着している。
初登場は第2シーズン第18話「天使と悪魔」で手榴弾を手に交差点を封鎖し、、2回目は第2シーズン第20話「特捜課ラプソディ」でクリスマスの話しで容疑者に撃たれたりナッシュとホイットニーに花を添える演出などで登場し、3回目の登場となる第3シーズン第38話「麻薬戦争」ではなぜか噴水に飛び込んでおり、その現場にいた婦人警官からは迷惑がられていた（その際ナッシュが兄を探していること、また会ったことがないミシェルを知っていたりと、ナッシュの家族関係の他職場仲間のことも知っていた模様）。4回目の登場は第4シーズン第63話「炎の悪魔」。
いつも作り物の純白の羽で出来た羽を背負っている（本人曰く「ナッシュを守るために必要な物」）。だが6回目の登場となる第5シーズン第99話「疑惑の女」で何者かに盗まれてしまった（その後ナッシュが偶然羽を付けたアル中の男を発見し、羽は無事に返された）。
7回目の登場は第6シーズン第103話「陸の海賊」。
M.C.D.のベリンダからの依頼でシスターの妹の処女懐妊を調べに教会を訪れたナッシュたちと再会。教会にいることを心配したナッシュが自宅に招き入れる。その後ジョーの近所で起きていた事件をジョーとニックと共に解決する。
8回目の登場は第6シーズン第117話「ハイテク強盗」だが、登場はドラマ中盤とラストシーンの2回のみ。
ナッシュが犯罪捜査や家族問題などで困っていると突然目の前に現われ、神秘的な言葉をもってナッシュに助言する（普段は上着の内ポケットに入れているバッジをジャケットの外ポケットに入れておくように言われその結果銃撃された際にバッジが弾丸を受け止めて事なきを得る）。
5回目の登場は第4シーズン第73話「天使の秘密」で本名はピーター・スペルマンだと判明する。実は双子として生まれ、医師であるスペルマンによって死亡したと両親へ告げられていた。何も知らないピーターは、子供の生まれなかったスペルマン夫妻へと引き取られた。4歳まで育ての親であるスペルマン夫妻の元で暮らし、母親代わりであるフェレン・スペルマンが死亡した後は里子へ出され、9歳までその過程で育てられる。その後の経歴は一切謎に包まれており、ナッシュもどうやっても素性を知ることはできなかった。
なお、兄は凶悪殺人鬼「ベイサイドキラー」によって殺害されており、その捜査の過程で上述のようにナッシュは天使のおっさんの出生を知ることとなった。ついに「ベイサイドキラー」の正体へと辿り着くが状況証拠しかなく、天使のおっさんが殺された兄に扮したことで動揺した相手から自白を取ることに成功。「ベイサイドキラー」は最後に、自分の証言が記録されたカメラに向かって本性を現し、嘲笑を浮かべながら「命を壊す喜び」が目的で殺人を行っていたことを語った。

## 登場人物の車

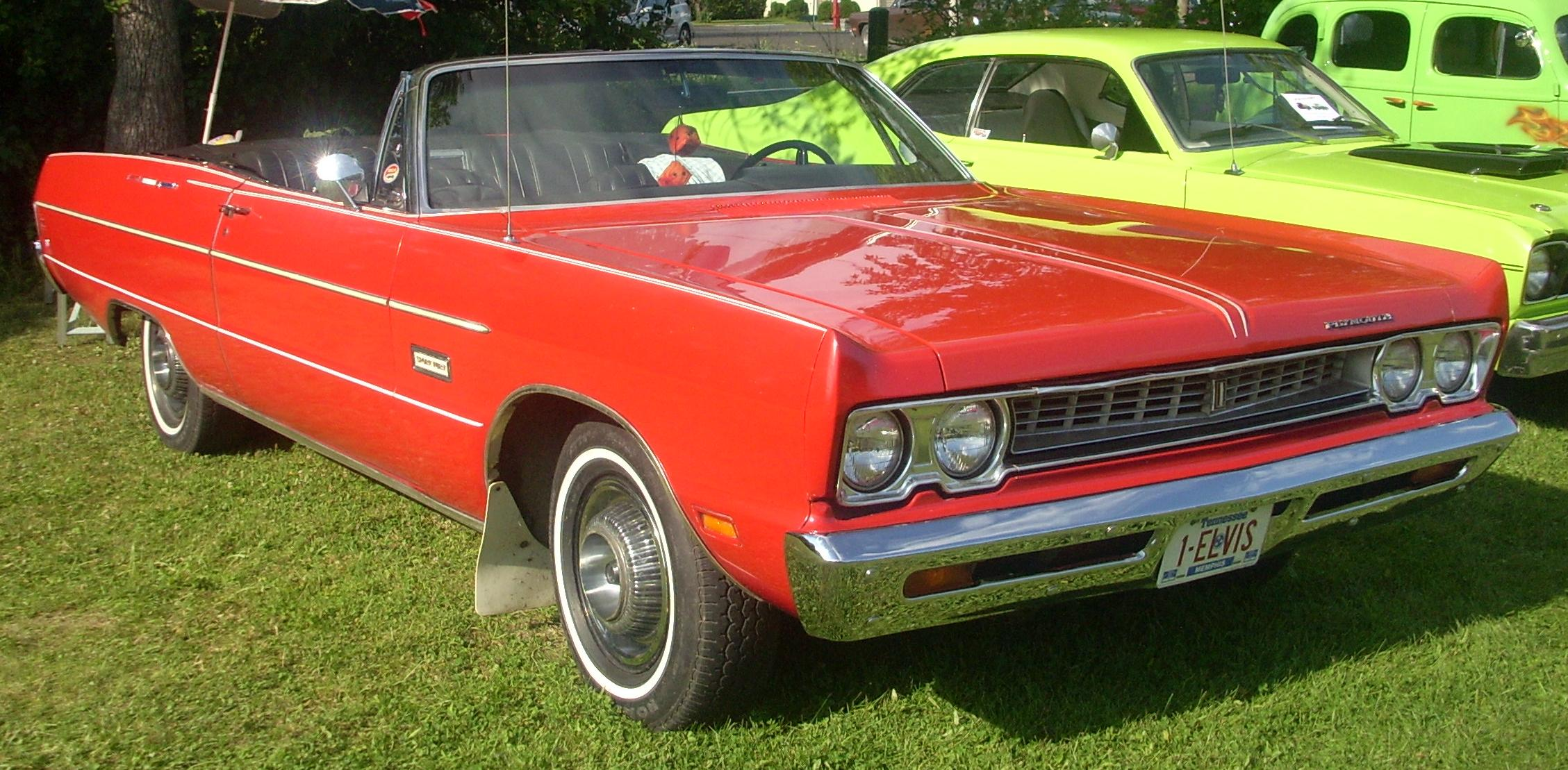
ジョーのフューリーと同年式の車。色、グレードは異なる

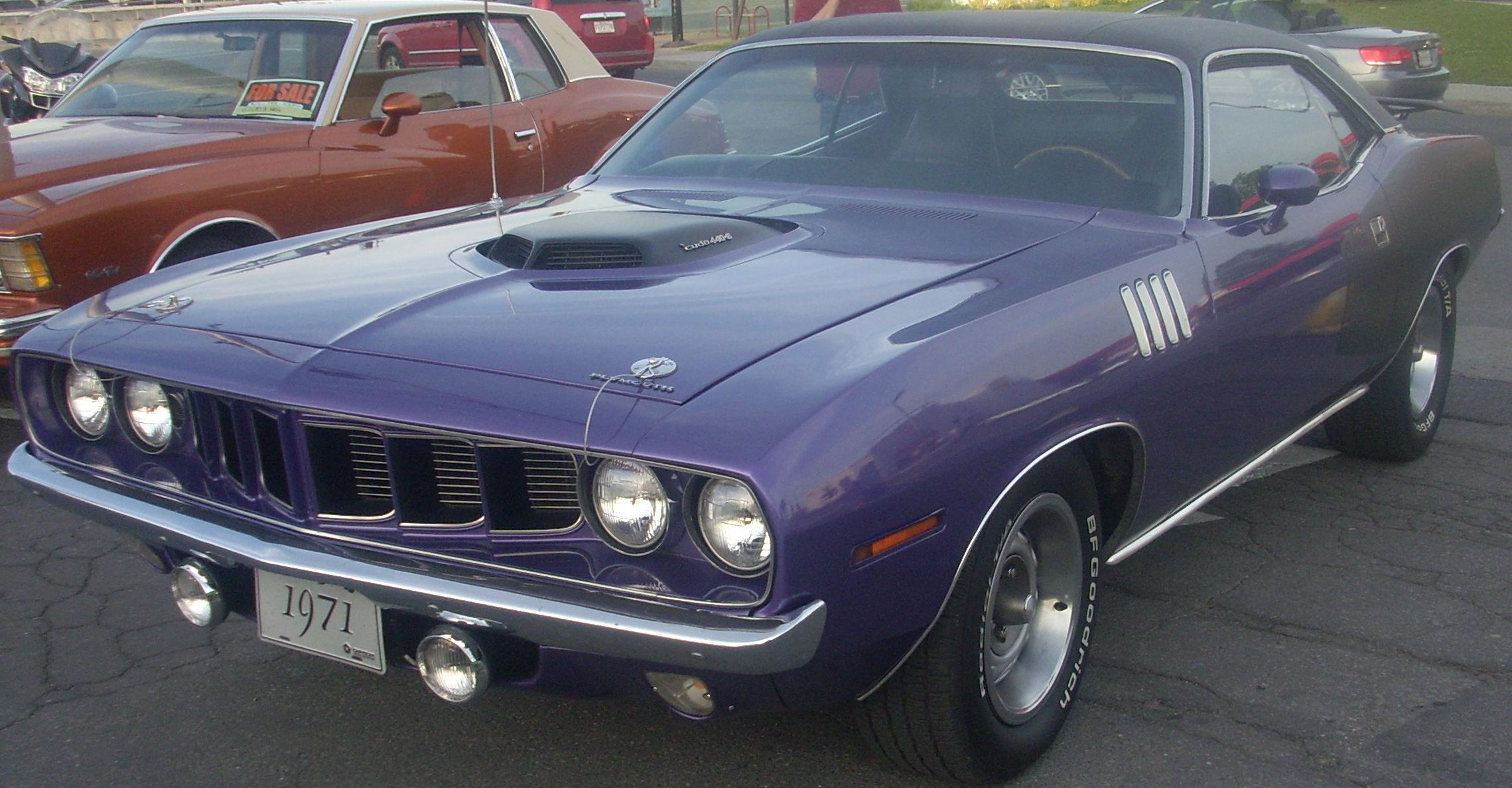
ナッシュのクーダと同年式の車。色、グレードなどは異なる

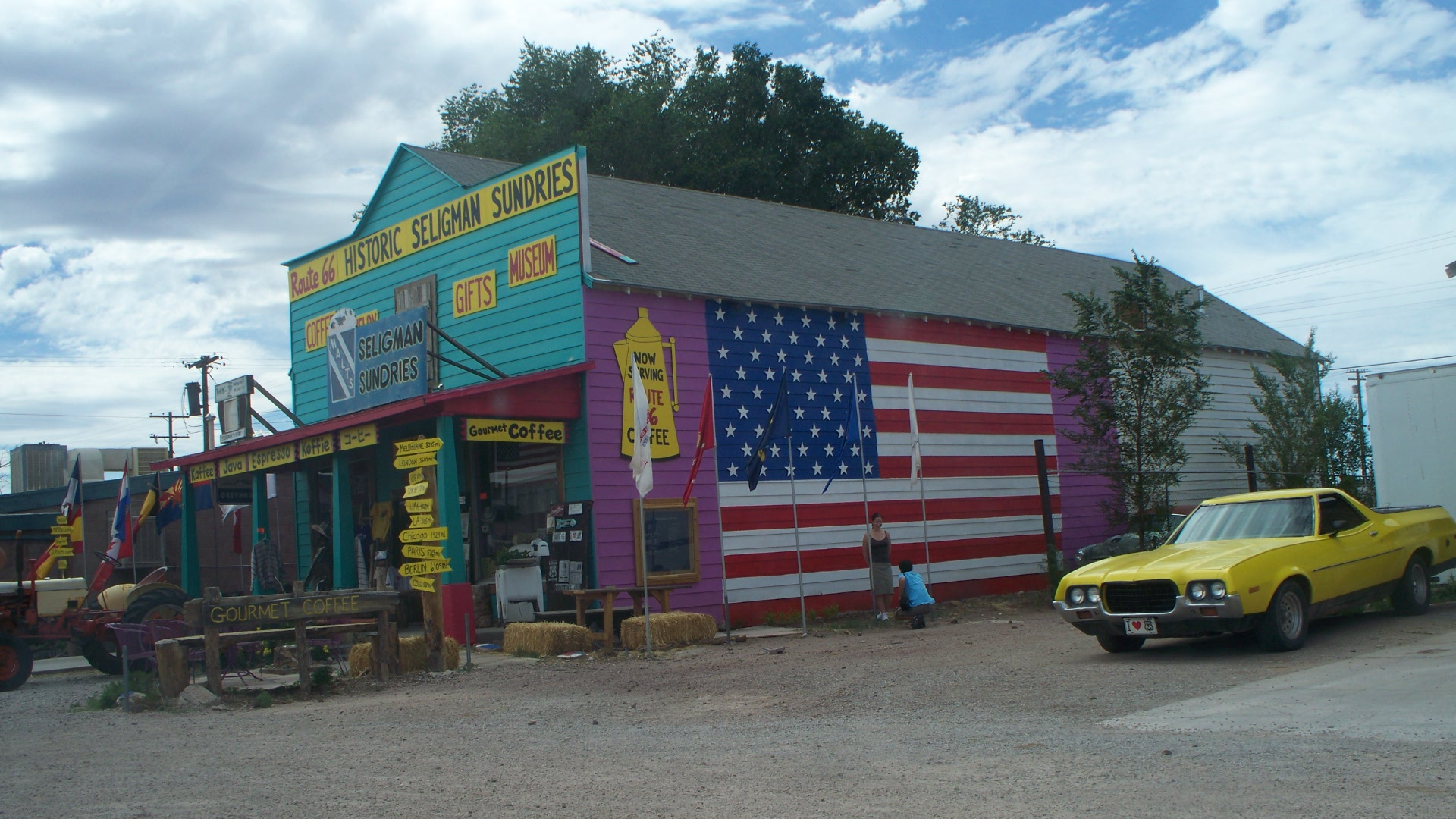
ハーベイのランチェロと同年式の車。色が異なる

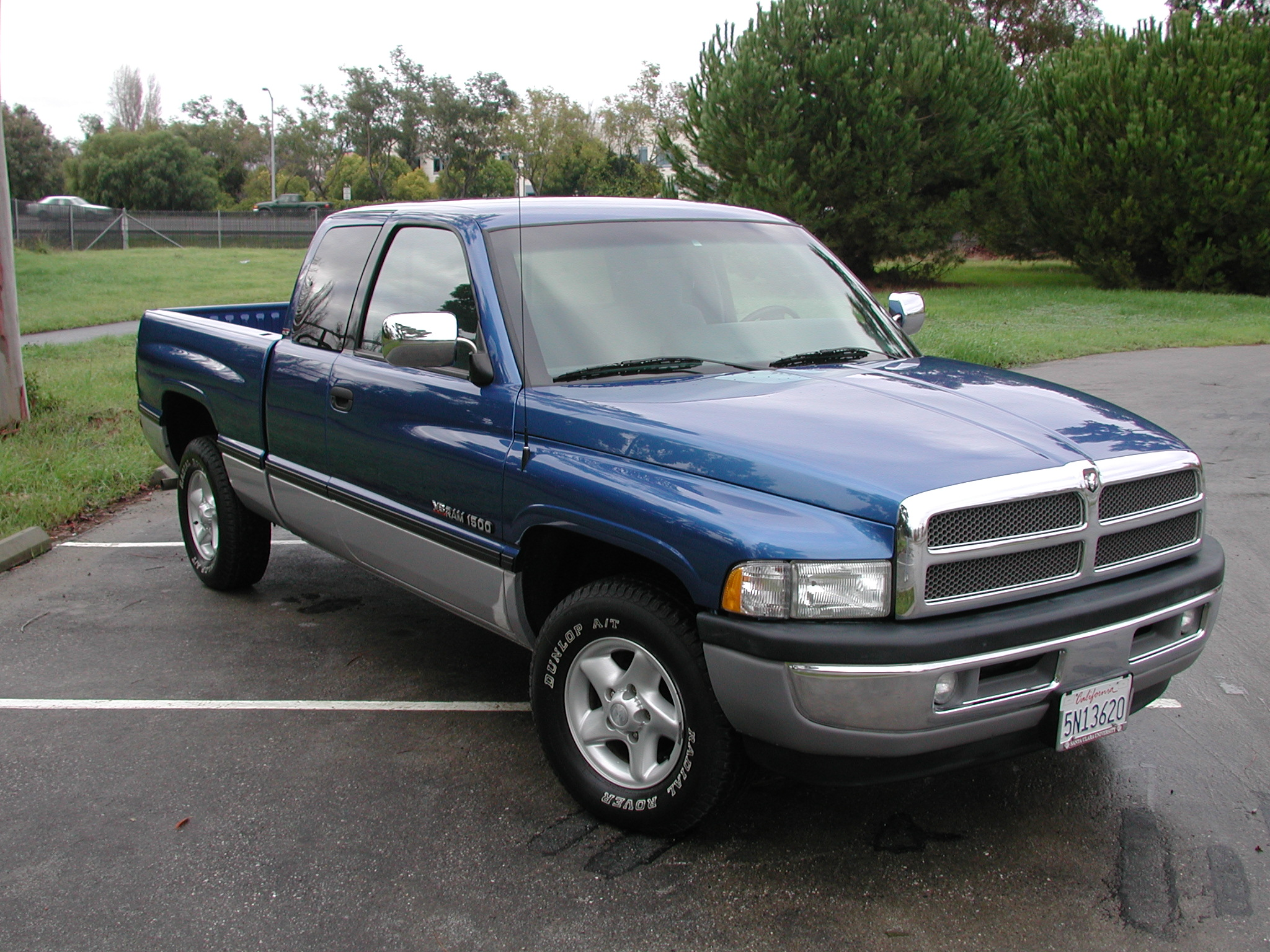
エバンのラムと同年式の車。グレードが異なる

この作品には多数の著名な車両が登場するが、フェラーリなどが登場していた『特捜刑事マイアミヴァイス』と違い、こちらはクライスラーの系列会社の車が多い。
1969年型 プリムス・フューリーIII 2ドア・ハードトップ
ジョー・ドミンゲスの初期の愛車で、改造点のないフルオリジナル（サバイバー）車両。
ナッシュのクーダが整備中で使用できない時に、ナッシュはジョーに「車を貸せ」と頼むがジョーは「自分の車ぐらい運転させろ」と断る場面もある。
ジョーが5シリーズに乗り換えた途端、登場しなくなった。
1971年型 プリマス・クーダ コンバーチブル
ナッシュの愛車。ナンバーは「GQD 685」。
鮮やかな黄色に塗られたオープンカーで、この車は426HEMIエンジン（ヘミエンジン）という強力なエンジン（425馬力）を搭載しており、オリジナルはアメリカ国内だけで14台しか生産されなかった希少車である。
ナッシュの兄であるボビー・ブリッジスが元の持ち主。
彼が少年の頃、ベトナムに発つ2日前の夜に、弟のナッシュに預けたという車。ボビーからは、車内での飲食を控えるように念押しをされていた。だからこそナッシュは（過剰なほど）大切にこの車を乗りこなしている。
ところが、シリーズ開始当初は、このような設定は全く確定しておらず、ただ“ナッシュが、ビンテージの車を捜査のために運転していただけ”の存在だった。その証拠に、ハーベイが車内でカップ麺を食べていても全く注意されなかったし、同じくハーベイが土足でサイドボディーを踏みつけてステップ代わりにして降りる時も、ナッシュは知らん振りである。さらには追っ手から銃撃されても、怒るどころか自ら相手に向かってぶつかって行くという、とんでもない暴挙に出るなど、乱暴な扱いを繰り返す。
第2シーズン第20話「特捜課ラプソディー」から車内を汚したジョーに対して、ナッシュが注意を促すようになるが、クーダが強盗犯に奪われて、警官と激しいカーチェイスを繰り広げた、と聞かされても、この時点ではまだ寛容だった。ジョーは、シリーズ中に3度クーダを運転しており、1度目は盗難に遭い、2度目は駐車場の標識にクーダを激突させ、3度目はドライブギアとバックギアを入れ間違えるものの、ナッシュを助手席に乗せて運転している。第3シーズン第13話「汚れた法廷」で弾丸で穴だらけになったクーダが、修理屋のオジサンによって修復。
第3シーズン第38話「麻薬戦争」で、ようやくクーダの設定が確定する。24年ぶりにボビーの顔を見て、ここからナッシュのクーダに対する愛着の度合いが激変する。例えば犯人から、たった3発の銃弾を浴びせられただけなのに、ナッシュは怒り狂って相手を射殺してしまう。さらに暗殺犯にハンマーで叩かれ、ボンネットを破損させられることがあった（その暗殺犯は捕まって車を引っ張らされた）し、エルドンのチェーンクロスで攻撃されて、バックミラーを吹き飛ばされることもあった。停車中の車に乗っただけ酔うビッグ・タイニーには嘔吐され、当たり屋のクランストンの被害にも遭い、クーダ関連の不幸は数知れず。
他にも第5シーズン第89話「二重強盗」ではボンネットに落書きをされた上、そのボンネットを外され盗まれてしまうこともあった。いずれの場合もナッシュをカンカンに怒らせ、その時の言動と言ったら尋常ではない。しかし第5シーズン第93話「暗殺指令」でクーダを盗もうとした男にエンジン部分を傷付けられるが、そのおかげでナッシュは助かる（実はナッシュとジョーが訪れた建物に爆弾が仕掛けてあり、クーダが傷付けられているのを見たナッシュがジョーを連れて外に飛び出したので、建物の大爆発から逃れることができた。クーダを傷付けた犯人にはあまり怒った様子ではなかったが、犯人は「俺のおかげで助かったんだぞ！」と叫んでおり、ナッシュは感謝の意を示すことなくパトカーに連行させた）。
第6シーズン第113話「偽装結婚」ではタマラが調達したナッシュのクーダと同色のクーダが登場している。タマラ曰く「絶対気に入る物にしたの」とのことだったが、ナッシュのクーダのグレードは特別なエンジン一体型のエアスクープ付きボンネットが装備されているのに対し、タマラが調達したクーダはエアスクープ無しのボンネットが装備されている通常グレードだった（そのクーダを見たナッシュから「コレは模造品だ（原語版ではキットカー）、オリジナルは（エアスクープが）エンジンと一体となっているがコレはボンネットに貼り付けてある、いくら（改造に）払ったか知らないが、こんな物市場ではほとんど価値がない」とタマラに突っ込んでいる）。
ダッシュボードに赤青の点滅灯を載せることで緊急走行をすることもある（サイレンアンプの有無は不明だが、第2シーズンでそれらしき音を出しながら走行するシーンがある）。
装着しているタイヤはBF Goodrich社製（本編内ではポリグラスGTと呼んでいて非常に高価なタイヤである）。
1972年型フォード・ランチェロ
ハーベイの自家用車。ナンバーは「4H46395」。
ハーベイが青春時代から乗っている青い車。
昔は「グレイトフル・デッド」のコンサートや、映画『Smokey and the bandit II／（邦題）トランザム7000VS激突パトカー軍団』を観に出かけたりするのに使用したと第5シーズン第97話「女囚脱獄」でのランチェロ廃車の際（下記参照）ハーベイが呟いている。
第2シーズン第25話「戦慄の昏睡暴行魔」から捜査に投入される。
第4シーズン第74話「誘拐犯」では長い間オイルを交換しなかったためにエンジンがかからなくなったり、第5シーズン第81話「強盗団緊急出動」では放水を掛けられて水害に遭い、またまたエンジンがかからなくなるというトラブルもあった。
第5シーズン第97話「女囚脱獄」にて、ランチェロは2人の女脱獄囚によるマシンガンの一斉射撃に遭い、弾痕だらけの蜂の巣にされてしまう。その後第5シーズン第93話「暗殺指令」に登場した車両管轄課のハワードから「修復にはオハイオの農場が買えるほどの莫大な料金がかかるため不可能」と聞かされ、ハーベイはしばらくショックを隠しきれなかった。
二代目ダッジ・ラム 2500 V8
エバンの愛車。ナンバーは「5P99991」（「3ANO246」の場合もあり）。
基本色は写真のラムと同じだが、こちらはバンパーのみシルバーの塗装になっている。
BMW・5シリーズ（E34型）
ジョーの愛車。色は紺色。
第3シーズン第33話「盗まれた秘密兵器」にて、FBIから盗まれたグレネードランチャー（厳密には無反動砲のAT4）で爆破されてしまう。
トヨタ・ランドクルーザー
A.Jの愛車。色は黒。
BMW・7シリーズ（E38型）
カッツが乗っていた押収品車両。色はジョーの車と同一。
第3シーズン第33話「盗まれた秘密兵器」でナッシュとカッツが取引し、車を失ったジョーの愛車になった。
第5シーズン第97話「女囚脱獄」で近所に住む少年にタイヤをパンクさせられ、第98話「大富豪の秘密」では黒幕に窓ガラスを割られ、車に乗っていたジョーは催涙スプレーを噴射されてしまう。
フォルクスワーゲン・ビートルカブリオレ
キャシディの愛車。色は白。
第4シーズン第69話「姿なきライフル魔」で交通事故に遭い、運転していた友人のアンジェラは死亡。キャシディも重傷を負ってしまう。
フォルクスワーゲン・ゴルフ（1J型）カブリオレ
事故で廃車になったビートルに代わり、第5シーズン第82話「謎の襲撃」からキャシディの愛車になった。色は濃緑。
第6シーズン第110話「墓の中」では、覆面パトカーにもなった。
ゼブラ・Zロードスター
ケイトリンの愛車。ナンバーは「XEBRA」または「ZEBRAZ1」。
電気自動車で、第5シーズン第83話「暴走刑事の恋」では充電を忘れて動けなくなった。
第5シーズン第98話「大富豪の秘密」で、ケイトリンにクラウンビクトリアが支給されることになり、前回で愛車を失ったハーベイに売り渡された。
ダッジ・バイパーRT/10
ベティーナの愛車。色は赤。ベティーナの登場するエピソードを見る限り、ベティーナはこの車を荒く扱っていることが判る。
フォード・エクスペディション
納車されたばかりのSFPDの車両で最先端の追跡装備にレース用サスペンションを搭載している。ある女性警部補が乗ることになっていた。
第4シーズン第74話「誘拐犯」でハーベイとエバンがエンジンが動かなくなってしまったランチェロの代わりに乗車するが、途中でエバンが整備不良のショットガンを暴発させ天井に大穴を開けてしまうのを皮切りにボロボロになってしまう、その後彼女が気づく前にどうにか修復され女性警部補の元に返された。
キャデラック・ブロアム
第4シーズン第74話「誘拐犯」で上記のエクスペディションが傷ついたため、SIUでエクスペディションの洗車を担当していた仮釈放中の囚人の家族の車をハーベイとエバンが拝借。
車内に目出し帽があったことを不審に思ったエバンがナンバーを調べると盗難車であることが判明する。
三代目シボレー・カマロ
いつもはバイクに乗るジェイクが第5シーズン第86話「ボディガード」で2回目のバナナス誘拐の際乗っていた車。色はグレー。
彼が車に乗っている理由は1回目の誘拐の際バナナスにバイクの起動を邪魔されナッシュに見つかったためである。
三代目クライスラー・レバロンコンバーチブル、ロールス・ロイス・シルヴァースピリット
ボズ・ビショップの愛車。
前者は第5シーズン第92話「絶望の果て」でボズ個人の愛車として登場。色は紺とシルバーのツートンでナンバーは「3BYL500」。
後者は第6シーズン第107話「殺人ゲーム」でボズの実家に置いてある物が登場。色はシルバーで屋根部分が黒のツートンでナンバーは「3XJP469」。
ポルシェ・ボクスター（986型）
第5シーズン第93話「暗殺指令」でクーダがチンピラの手によって壊され、移動の足がなくなったナッシュに代車として貸し出された。元々は捜査で押収された車で今は車両管轄課のハワードの愛車らしい（そのハワードは第5シーズン第97話「女囚脱獄」でのランチェロ廃車の際に再登場）。
色はシルバーでナンバーは「3JRI471」。
ポルシェを借りると知ったナッシュはかなり上機嫌だった（その際あまりの上機嫌ぶりにハワードから傷をつけるなと念入りに言われたが、ナッシュは聞く耳を持たなかった）。
結果的にエルドン・シストランクの手で爆破されてしまう。
（設定上はボクスターが爆破されたのだが爆破シーンでは旧型の930型ポルシェ・911コンバーチブルが使われ、その後のシーンでも燃えカスは上記の物を使用していた）。
三代目フォード・ギャラクシー 2ドア・ハードトップ
第5シーズン第94話「亡霊警官」でニックが乗った車。ジョー曰く「この車はニックが友人から借りた物」らしい。色は茶色でナンバーは「4HOL140」。
警察に車を停められるほど久しぶりに車に乗ったニックがジョーを一緒に乗せて教習走行をすることに。だが縦列駐車の際にジョーが前の車のフックに車のフロントバンパーを引っ掛けてしまう。
上記の件で気を良くしたニックは免許取得の筆記試験を受け、何とか路上教習を受けるが結果は散々な物だった。
クライスラー・PTクルーザー
第6シーズンでのハーベイの愛車。色は青が混じった黒でナンバーは「4LSS216」。
二代目ジャガー・XJ
第6シーズンでのジョーの愛車。色は黒でナンバーは「3GAT508」。
7シリーズから最近乗り換えたということをジョーが第6シーズン第103話「危険な関係」でFBI捜査官を轢きそうになった時に（冗談交じりに）話している。
一代目リンカーン・ナビゲーター
アントワンの愛車。色は青緑。
一代目アウディ・TTロードスター
レイチェルの愛車。色はシルバー。
ヘッドライトおよびフロントグリルのデザインや、リアウイングがないことから、メーカーのリコール（当車項目参照）前に発売された最初期のモデルと判る。
一代目ボルボ・V70
インガーの愛車（という設定だが登場したのは第6シーズン第109話「殺人メッセージ」のみ）。
色はシルバーでナンバーは「3EXQ691」。
すでに旧型のこの車を売りに出したところ一人の女性が試乗を申し込み、ジョーと一緒にドライブする。だが実はその女性は2人組の車両窃盗犯の一人で大金を隠すために途中ジョーを置き去りにし車を盗んでしまう。
車を失くしたジョーはインガーには事実を隠しナッシュの協力を得るが、事実を知らないインガーが偶然車をモーテルで発見。ジョーが不倫をしていると思い込み、ジョーと大喧嘩をしてしまう。
車を自宅に戻したインガーだったが、大金を隠した車がないことに気づいた車両窃盗犯は車を再び盗もうとする。だがそこにインガーと仲直りをしようとジョーが戻って来て銃撃戦に。結果的に車からガソリンが漏れ出したところをジョーが銃撃し車は爆発炎上してしまう。
直後に応援が到着し車両窃盗犯は無事に逮捕され、ジョーとインガーは抱合う。
その後車の査定売却価格より多額の保険金（ジョー曰く2000ドル）が降りた。

## サブタイトル
- ()括弧内は通算放送回 [ ]括弧内は本国CBSでの放送順(日本と不一致の回のみ)

| 放送回                            | 題名                         | 原題                          |
| 第1シーズン(1st Season/1996)      | 第1シーズン(1st Season/1996) | 第1シーズン(1st Season/1996)  |
| --------------------------------- | ---------------------------- | ----------------------------- |
| 1(1)                              | 狙われた半導体               | GENESIS                       |
| 2(2)                              | 侵入者                       | HOME INVASION                 |
| 3(3)                              | 麻薬組織を追え！             | SKIRT CHASERS                 |
| 4(4)                              | 姿なき爆弾魔                 | HIGH IMPACT                   |
| 5(5)                              | 奪われた秘密兵器             | JAVELIN CATCHER               |
| 6(6)                              | 消えた50万ドル               | VANISHING ACT                 |
| 7(7)                              | 休暇中の大事件               | ALOHA, NASH                   |
| 8(8)                              | 目撃者                       | KEY WITNESS                   |
| 第2シーズン(2nd Season/1996-1997) |                              |                               |
| 1(9)                              | 代理殺人                     | INTERNAL AFFAIRS              |
| 2(10)[11]                         | テロリスト大脱走             | THE GREAT ESCAPE              |
| 3(11)[14]                         | ケリーの秘密                 | THE BROTHERS McMILLAN         |
| 4(12)                             | 凶悪覆面強盗団               | WRECKING CREW                 |
| 5(13)                             | 暗殺者                       | TRACKDOWN                     |
| 6(14)[15]                         | 大列車強盗                   | NIGHT TRAIN                   |
| 7(15)[10]                         | 殺人ウィルス                 | TILL DEATH DO US PART         |
| 8(16)                             | 伝説の殺人鬼                 | ZODIAC                        |
| 9(17)                             | 小さな大泥棒                 | LEO'S BIG SCORE               |
| 10(18)                            | 天使と悪魔                   | HIT PARADE                    |
| 11(19)                            | 裏切りの地                   | PROMISE LAND                  |
| 12(20)                            | 特捜課ラプソディー           | 25 HOURS OF CHRISTMAS         |
| 13(21)                            | 汚れた法廷                   | ROAD WORK                     |
| 14(22)                            | 刑務所潜入捜査               | INSIDE OUT                    |
| 15(23)                            | 偽造者との対決               | THE COUNTERFEITERS            |
| 16(24)                            | ハイテク強盗の罠             | THE WEB                       |
| 17(25)                            | 戦慄の昏睡暴行魔             | KNOCKOUT                      |
| 18(26)                            | 危険なガンプレイ             | GUN PLAY                      |
| 19(27)                            | 明日なき暴走                 | RAMPAGE                       |
| 20(28)                            | シカゴの女刑事               | OUT OF CHICAGO                |
| 21(29)                            | 動く標的                     | MOVING TARGET                 |
| 22(30)                            | 帰ってきた相棒               | WILD CARD                     |
| 23(31)                            | シティーソルジャー           | DELIVERANCE                   |
| 第3シーズン(3rd Season/1997-1998) |                              |                               |
| 1(32)[33]                         | 罪の代償                     | PAYBACK                       |
| 2(33)[32]                         | 盗まれた戦闘兵器             | LOST AND FOUND                |
| 3(34)                             | ギャング・キラー             | SHAKE, RATTLE & ROLL          |
| 4(35)                             | ホームズ殺人事件             | ONE FLEW OVER THE CUDA'S NEST |
| 5(36)                             | 失われた記憶                 | BLACKOUT                      |
| 6(37)                             | 高層ビル窃盗事件             | RIPCORD                       |
| 7(38)[39]                         | 麻薬戦争                     | REVELATIONS                   |
| 8(39)[40]                         | 脱獄犯の復讐                 | MOST WANTED                   |
| 9(40)[41]                         | 魔性の女                     | BOMBSHELL                     |
| 10(41)[42]                        | 300万ドルの行方              | FOUND MONEY                   |
| 11(42)[43]                        | 見えない壁                   | DIRTY TRICKS                  |
| 12(43)[44]                        | 暗殺計画                     | CROSSFIRE                     |
| 13(44)[38]                        | 謎のスナイパー               | SNIPER                        |
| 14(45)                            | キャストファイル             | LIVE SHOT                     |
| 15(46)                            | 休暇命令                     | DOWNTIME                      |
| 16(47)                            | 影のストーカー               | SKIN DEEP                     |
| 17(48)                            | 爆弾テロ計画                 | PATRIOTS                      |
| 18(49)                            | ギャング壊滅作戦             | CUDA GRACE                    |
| 19(50)                            | 殺人容疑者                   | LADY KILLER                   |
| 20(51)                            | 恐怖の化学兵器               | DANGER ZONE                   |
| 21(52)                            | 香港コネクション             | SPECIAL DELIVERY              |
| 22(53)                            | 現金輸送車強盗               | TOUCHDOWN                     |
| 23(54)                            | 非情の銃弾                   | SACRAMENTS                    |
| 第4シーズン(4th Season/1998-1999) |                              |                               |
| 1(55)                             | 悪女の罠                     | HIGH FALL                     |
| 2(56)                             | 疑惑の保証人                 | IMPOSTERS                     |
| 3(57)                             | 別れのとき                   | HOT PROWLER                   |
| 4(58)                             | 無実の死刑囚                 | OVERDRIVE                     |
| 5(59)                             | 悪徳警官の陰謀               | APOCALYPSE NASH               |
| 6(60)                             | 殺しのターゲット             | THE TOURIST                   |
| 7(61)                             | 危険な誘惑                   | SWINGERS                      |
| 8(62)                             | 戦争ゲーム                   | WARPLAY                       |
| 9(63)                             | 炎の悪魔                     | FIRESTORM                     |
| 10(64)                            | 不死身の襲撃者               | HARDBALL                      |
| 11(65)                            | 連続暗殺犯                   | MYSTERY DANCE                 |
| 12(66)                            | サイコ・ストーカー           | SHOOT THE MOON                |
| 13(67)                            | カージャック殺人             | GIMME SHELTER                 |
| 14(68)                            | 狙われたシンガー             | SUPERSTITION                  |
| 15(69)                            | 姿なきライフル魔             | RESURRECTION                  |
| 16(70)                            | 暴走刑事                     | PUMP ACTION                   |
| 17(71)                            | 不倫の代償                   | HIDE AND SEEK                 |
| 18(72)                            | 復讐の爆弾                   | BOOMTOWN                      |
| 19(73)                            | 天使の秘密                   | ANGEL OF MERCY                |
| 20(74)                            | 誘拐犯                       | POWER PLAY                    |
| 21(75)                            | 執念の復讐鬼                 | VENDETTA                      |
| 22(76)                            | 女強盗団                     | CRASH AND BURN                |
| 23(77)                            | 特捜閉鎖                     | FRISCO BLUES                  |
| 24(78)                            | さよならのキス               | GOODBYE KISS                  |
| 第5シーズン(5th Season/1999-2000) |                              |                               |
| 1(79)                             | 異常な愛情                   | TRUTH AND CONSEQUENCES        |
| 2(80)                             | 誘拐交渉                     | TRADE OFF                     |
| 3(81)                             | 強盗団緊急出動               | SMASH AND GRAB                |
| 4(82)                             | 謎の襲撃                     | GIRL TROUBLE                  |
| 5(83)                             | 暴走刑事の恋                 | HIGH SOCIETY                  |
| 6(84)                             | 大混乱                       | CURVEBALL                     |
| 7(85)                             | 仮面の裏側                   | SPLIT DECISION                |
| 8(86)                             | ボディガード                 | GET BANANAS                   |
| 9(87)                             | 悪夢の幻想                   | CROSSTALK                     |
| 10(88)                            | 影なき復讐鬼                 | KILL SWITCH                   |
| 11(89)                            | 二重強盗                     | RIP OFF                       |
| 12(90)                            | 狙われたジョー               | SKIN TRADE                    |
| 13(91)                            | 殺し屋刑事                   | LIAR'S POKER                  |
| 14(92)                            | 絶望の果て                   | EL DIABLO                     |
| 15(93)                            | 暗殺指令                     | HIT AND RUN                   |
| 16(94)                            | 亡霊警官                     | COP OUT                       |
| 17(95)                            | 目撃者たち                   | LINE OF SIGHT                 |
| 18(96)                            | 強盗団潜入捜査               | HEIST                         |
| 19(97)                            | 女囚脱獄                     | HARD CELL                     |
| 20(98)                            | 大富豪の秘密                 | MISSING KEY                   |
| 21(99)                            | 疑惑の女                     | JACKPOT-PART 1                |
| 22(100)                           | ある刑事の死                 | JACKPOT-PART 2                |
| 第6シーズン(6th Season/2000-2001) |                              |                               |
| 1(101)                            | 究極の選択                   | ROCK AND A HARD PLACE         |
| 2(102)                            | 死の警告                     | JUMP START                    |
| 3(103)                            | 危険な関係                   | LAP DANCE                     |
| 4(104)                            | 陸の海賊                     | LAND PIRATES                  |
| 5(105)                            | 意外な過去                   | MANHUNT                       |
| 6(106)                            | もう一人のナッシュ           | DOUBLE TROUBLE                |
| 7(107)                            | 殺人ゲーム                   | END GAME                      |
| 8(108)                            | 愚か者                       | blow out                      |
| 9(109)                            | 殺人メッセージ               | THE MESSENGER                 |
| 10(110)                           | 墓の中                       | GRAVE ROBBERS                 |
| 11(111)                           | 越境捜査                     | BEAR TRAP                     |
| 12(112)[113]                      | 守るべきもの                 | RECOVER ME                    |
| 13(113)[114]                      | 偽装結婚                     | SOMETHING BORROWED            |
| 14(114)[115]                      | マイアミから来た男           | OUT OF MIAMI                  |
| 15(115)[112]                      | 運命の銃弾                   | SLAM DUNK                     |
| 16(116)                           | 謎の相棒                     | THE PARTNER                   |
| 17(117)                           | ハイテク強盗                 | BLOODS BOTS                   |
| 18(118)                           | 兄の面影                     | QUACK FEVER                   |
| 19(119)                           | 逆恨み                       | KILL JOY                      |
| 20(120)                           | 誤射容疑                     | CHANGE UP                     |
| 21(121)                           | ナッシュ更迭計画             | CAT FIGHT                     |
| 22(122)                           | 最後の決断                   | FAIR GAME (Series Finale)     |

## トリビア
- ゲストスターの顔ぶれが豪華で、（ヴァン・ヘイレンの2代目・4代目ボーカリスト）サミー・ヘイガーやルーシー・リュー（女優）、バリー・ボンズ（大リーグ選手）、カール・マローン（NBA選手）、ロバート・ロドリゲス（映画監督）、大ヒットドラマ『特捜刑事マイアミヴァイス』でドン・ジョンソンと共演したフィリップ・マイケル・トーマス、ジョン・ディール、グレン・フライ（イーグルスのリーダー）なども登場する。ナッシュの兄ロバートを演じたジャン・マイケル・ヴィンセントは、『超音速攻撃ヘリ・エアーウルフ』のストリングフェロー・ホーク。
- 第2シーズン第13話「汚れた法廷」で敵に襲われたジョーがフライパンを持つシーンにスタッフらしき人物が一瞬映り込んでしまっている。
- 基本的にこのドラマはサンフランシスコが舞台だが、第5シーズン第99話「疑惑の女」、続く第100話「ある刑事の死」ではラスベガスが主な舞台となっている。
- 全6シーズンに渡って製作された人気番組であるにもかかわらず、正規ライセンス商品には恵まれていない。現在までに、クーダの1/64ダイキャスト・ミニカー（米ジョニー・ライトニング社製）とクーダの1/24プラモデル（米レベル・モノグラム社製）が共に正規販売されている。プラモデルに至っては、本放送が終了した後、3年が経過してから発売されるという異例なケースとなった。
- 正規サントラCDなども存在しないが、海外サイトを注意深く検索すると、正規オリジナル・オープニングテーマが数曲公開されている。
- ドン・ジョンソンの実の息子、ジェシー・ジョンソンが、「ボビーの息子」と「少年時代のナッシュ」の二役を演じ、親子共演を果たす。後に放送されたテレビ映画『World of honor（日本未公開）』でも少年時代のドン・ジョンソンを演じている。
- ナッシュのクーダには「物を食べない、タバコを吸わない、汗をかいた体で乗らない…」などいくつかの掟があり、破ろうものならナッシュから強く非難される。ただし同乗者が女性の場合はこの限りではない。
- ジョーは第1シーズン途中から消防署を改造した2階建ての住居に越すが、リフォーム中に漏電火災を起こして焼失してしまう（第4シーズン第55話「悪女の罠」）。おりた保険金で、留守で空き家になっているリサの家（リサは渡仏中）を借りることになった。しかしリサがその家に「キャシディを住ませたい」という理由で、またも引越しを余儀無くされ、第6シーズン第101話「究極の選択」で近所の老婦人から3階建ての豪華な家を勧められ引越すが、その家は欠陥住宅で床が抜けてしまったためにバスタブに入っていたインガーが2階から1階にバスタブごと落ちて重傷を負い、家に欠陥があることを知っていた老婦人と裁判沙汰になる。結局和解し和解書類に署名しようとした瞬間に老婦人は突然死してしまい、この話はなかったことにされてしまう。
- 主人公であるナッシュとジョーの移動方法は第5シーズンまでヘミ・クーダのみだったが、第6シーズンでは新たに黄色の大型モーターボートで移動するようにもなった。
- ガンアドバイザーは特捜刑事マイアミヴァイス第1シーズンでソニーを狙う殺し屋役でも登場したジム・ズビアナ。彼はその当時は現役I.P.S.Cシューターであり今回はガンアドバイザー兼俳優として登場している。劇中でドン・ジョンソンが使用するガバメントカスタムは彼がデザインしたものである。
- 100話製作の際にはアメリカのエンターテイメント専門誌『ハリウッド・リポーター』が記念号も刊行、全米で約700万世帯の人が毎週この番組を見ていたと言われている。

## 放送局
- CBS
- AXN
- USAネットワーク
- CTV
- テレビ東京
- TVQ九州放送（シーズン5までの放送。当初は日曜日の昼に放送。後に日曜日の深夜に移動）

| テレビ東京 日曜13:00枠     | テレビ東京 日曜13:00枠                                  | テレビ東京 日曜13:00枠 |
| 前番組                     | 番組名                                                  | 次番組                 |
| -------------------------- | ------------------------------------------------------- | ---------------------- |
| -                          | 刑事ナッシュ・ブリッジス 第1シーズン〜第3シーズン第49話 | -                      |
| テレビ東京 日曜11:00枠     |                                                         |                        |
| -                          | 刑事ナッシュ・ブリッジス 第4シーズン第64〜70話          | -                      |
| テレビ東京 日曜10:30枠     |                                                         |                        |
| -                          | 刑事ナッシュ・ブリッジス 第4シーズン第71〜78話          | -                      |
| テレビ東京 日曜12:00枠     |                                                         |                        |
| -                          | 刑事ナッシュ・ブリッジス 第5シーズン                    | -                      |
| テレビ東京 月〜木曜12:30枠 |                                                         |                        |
| -                          | 刑事ナッシュ・ブリッジス 第6シーズン                    | -                      |